# A kereszténység története
A kereszténység története az evangélium hirdetésének, és a vele szorosan összefonódó keresztény egyházak történetét jelenti. Kezdete az időszámítás szerinti első évtizedekre tehető, amikor a vallás első tanítója, a Názáreti Jézus Júdeában fellépett. A szeretetre épülő tanítása részben beilleszkedett a zsidó vallás ószövetségi kereteibe, de sok tekintetben forradalmasította és túllépte azt. A korai kereszténység az 1. században gyorsan terjedt a római Júdea provinciában az apostolok, majd a pogány világban – főleg Pál apostol révén. A 4. század végére a Római Birodalom államvallásává vált, továbbá Eurázsia más területein is elterjedt.
A kereszténységnek két párhuzamos története van. Egy belső, hogy a világtörténelem során mennyire tudta megértetni a világgal a kereszténység fontosságát, azaz az egyházatyák milyen összefüggéseket tártak fel a Bibliában, az egyház milyen teológiai tanokat épített be abból, és ezáltal milyen üdvtörténeti képet rajzolnak fel híveinek. A külső történet arról szól, hogy a kereszténység hogyan viszonyult a világi történelem kihívásaira, illetve a másképpen hívők hogyan viszonyultak kétezer év alatt a kereszténységhez.

## A történetének felosztása
Az egyháztörténelmet a világtörténelemre jellemző sajátos szempontok szerint korokra és korszakokra osztják fel. Az egyik legáltalánosabban elfogadott felosztást mutatjuk  :
- Keresztény ókor (kb. 33–692) – a kezdetektől a 2. trullói zsinatig
  - Ősegyház vagy apostoli kor (kb. 33-100)
  - Az ősegyház után az egyház felszabadulásáig terjedő időszak (100-313)
  - A felszabadulástól a 2. trullói zsinatig (313-692)
- Keresztény középkor (692–1517) – a 2. trullói zsinattól a reformáció kezdetéig
  - Korai középkor (692-1073) – a nyugati egyház önállósulásától VII. Gergely fellépéséig
  - Virágzó középkor (1073-1303) – a pápaság hatalma csúcspontján
  - Késői középkor (1303-1517)- a korszak a reformáció kezdetéig terjed
- Keresztény újkor (1517–1789) – az egység felbomlása, a kereszténység megújulása
  - A reformáció és a katolikus megújhodás kora (a nagy vallási küzdelmek korszaka) (1517-1648)
  - A fejedelmi abszolutizmus és a felvilágosodás kora (1648-1789)
- Keresztény jelenkor (1789–napjainkig)

A kapitalizmus kiteljesedésének és az egyház viszonylagos elszigetelődésének kora

### Szellemtörténet alapján
Az újabb egyháztörténetírás inkább szellemtörténeti összefüggések alapján osztja fel az egyháztörténelmet:
- 1. korszak: Az egyház kialakulása és elterjedése
  - 1. század: ősegyház
  - 2-4. század: ókeresztény egyház
  - 313-tól az egyetemes egyház korszaka
- 2. korszak: az egyház a nyugati keresztény közösség középpontjában, kb. 700–1300. Az egyház domináló szerepe, és egyben annak elvilágiasodása.
- 3. korszak: a nyugati keresztény közösség felbomlása: reform: előrefomáció, reformáció. A világmisszió megindulása.
- 4. korszak: a világegyház 1789-től 1918-ig. A materializmus kezdete.
- 5. korszak: az egyház a jelenkorban

## Zsidó kulturális háttér
Jézus idejében a zsidóságon belül három jelentősebb elkülönült; vallási csoport alakult ki: a farizeusok, az esszénusok és a szadduceusok. A kereszténység kezdetei idején sem tűnhetett másnak, mint egy új zsidó szektának.

## Eredete

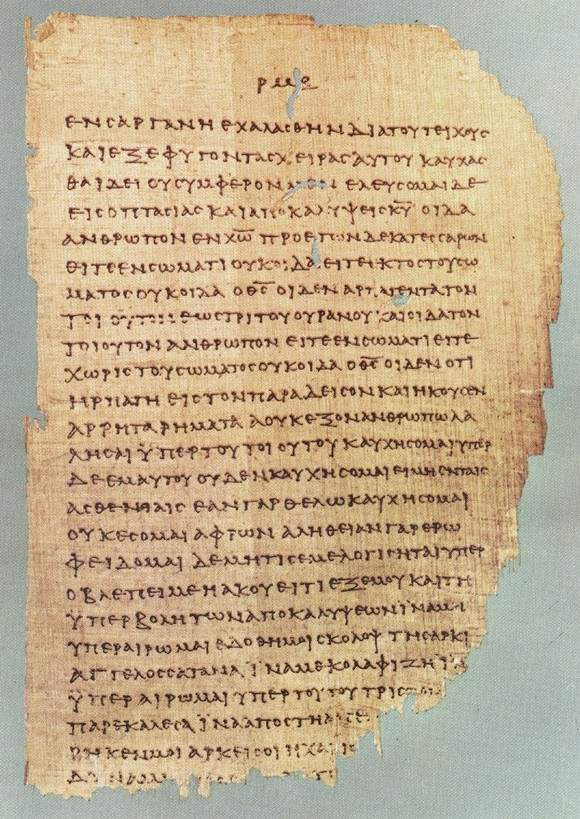
A legrégebbi létező újszövetségi kézirat (dokumentum)
2 Kor. 11:33-12:9,
a 175 és 225 közötti időszakból

A kereszténység az 1. században a zsidó vallásból alakult ki, mint egyistenhívő vallás, amely Jézus életére, megváltási művére és tanítására épült. Követői vallották, hogy Jézus isteni lény, az Ószövetségben megjósolt Megváltó, a Messiás, Isten földi megvalósítója és leginkább az emberiség megmentője, aki az emberiségért szenvedett és meghalt, hogy megváltsa a megtérő embereket a kárhozattól. Hirdették, hogy Jézus harmadnapra feltámadt és a mennyországba felemelkedett. A keresztények Jézus Krisztus életét és megváltását Evangéliumként, vagyis „örömhír”-ként hirdették.
Jézus életének és tanításainak legfőbb tanúi az ő elhívatott tizenkét tanítványa, az apostolok voltak. A korai egyházi emlékek megneveznek mintegy 70 másik tanítványt is, akik szintén követték Jézust utazásai során és tanúi voltak mind csodatételeinek, mind pedig tanításainak.

### Esszénus eredet
A nemzetközi szakirodalomban megjelentek olyan tanulmányok is, mely szerint a kereszténység a Qumrán régiójában élő esszénus csoporttól eredeztethető. Ezt az egyházak nem tartják megalapozottnak.
A vallástörténészek egy része szerint Jézus kijelentéseinek és cselekedeteinek sok köze lehet az esszénusokhoz, valójában az ő bázisukból építkező ortodox zsidó volt. Ma már elképzelhetőnek vélnek olyan verziót is, miszerint az esszénus Jézus tanításait Tarzoszi Saulus (későbbi Szent Pál) – akinek szintén megjelent Jézus, habár ő farizeus volt – átalakított változatban adta tovább Kis-Ázsiában, és ez vált a kereszténység alapjává. Ezen elméletek szerint a kereszténység története csak Szent Pállal kezdődik.

## Korai kereszténység

### Forrásai
Az első keresztény közösségek életéről részleteket az Újszövetség közöl: az Apostolok cselekedetei könyv, illetve Péter, Pál, Jakab és Júdás apostolok levelei. A korai kereszténység fontos és megbízható történelmi forrását részben Iosephus Flavius is adja. A későbbi keresztény mártírságról Publius Cornelius Tacitus illetve Antiochiai Szent Ignác levelei adnak betekintést. A korai egyháztörténetet Kaiszareiai Euszebiosz írta össze a Historia Ecclesiastica-ben.

### Ősegyház

#### Az apostoli kor
Jézus nem akart új vallást alapítani, csupán erkölcsi útmutatást adott követőinek, de mégis valami újat is hirdetett: Isten országát, az emberek megváltását és boldogítását szolgáló természetfeletti közösséget, amelybe minden ember hivatalos. Tanítványokat gyűjtött maga köré és meghagyta nekik, hogy minden népnek hirdessék az evangéliumot.
A legrégebbi gyülekezet, amely Krisztus kereszthalála után az ő tevékenységét folytatni igyekezett, lényegében olyan emberekből állott, akik születés szerint a zsidósághoz tartoztak. A kereszténység nagyobb mérvű terjedése akkor kapott lendületet, amikor Pál apostol csatlakozott az ősegyházhoz és hirdetni kezdte a pogányoknak az evangéliumot.
Pál – vagy másképp Saul, ahogyan saját nemzetiségű társai hívták – fiatal, Tárzuszból való zsidó volt, aki a farizeusok lelkes híveként a keresztények elleni harcot különleges feladatának tekintette. Azonban a feltámadottról Krisztusról látott vízió hatására végbement hirtelen nézetváltozás következményeként a kereszténység egyik élharcosa lett. Három nagy missziós útján végzett prédikációival terjesztette az új hitet a Közel-Keleten, Kis-Ázsiában és Görögországban; az általa gondozott gyülekezeteknek számos nyílt levelet írt görög nyelven. Harmadik útjáról Jeruzsálembe visszatérve, a zsidók követelésére bebörtönözték, a római helytartó, Felix két éven át előbb Cézáreában tartotta fogva, majd utóda, Festus Rómába küldte, hogy mint a római polgárjog birtokosát ott vonják felelősségre. Rómában hosszabb ideig egy magánházban, felügyelet alatt lakott, így ott is hirdette Jézus megváltását, majd Néró császár keresztényüldözései idején (64) kivégezték.
Pál megjelenése előtt a fiatal gyülekezet gondolkodásának középpontjában Isten eljövendő országára való várakozás állott, most Pál révén a már bekövetkezett megváltás és a már jelenlevő üdvösség tana lett annak alapjává. Ezzel Krisztus személye olyannyira az egész világtörténet középpontjába került, hogy a zsidósággal való minden kapcsolatának meg kellett szűnnie. Ezt Pál is világosan felismerte, a kereszténységben nem a meglevő folytatását látta, hanem valami alapvetően újat.
A hagyomány szerint 49-ben Jeruzsálemben összehívott apostoli gyűlés is a judaizmushoz való viszony kérdésével foglalkozott, és – Péter és Pál egyetértésével – végül kimondta, hogy a pogányokból lett keresztényeknek – néhány kivételtől eltekintve (ApCsel 15,6-29) nem kell betartaniuk a mózesi törvényeket.
A legkorábbi keresztény templomok egyikét a jordániai Rihab közelében tárták fel. Valószínűleg 33 és 70 között épült.
Az először kizárólag Palesztina területén kialakult keresztény közösségek meg voltak győződve a világ végének közeli eljöveteléről, így az anyagi javak hiábavalóságát hangoztatták, vagyonukról lemondtak, és azt a nélkülözők megsegítésére ajánlották fel. 

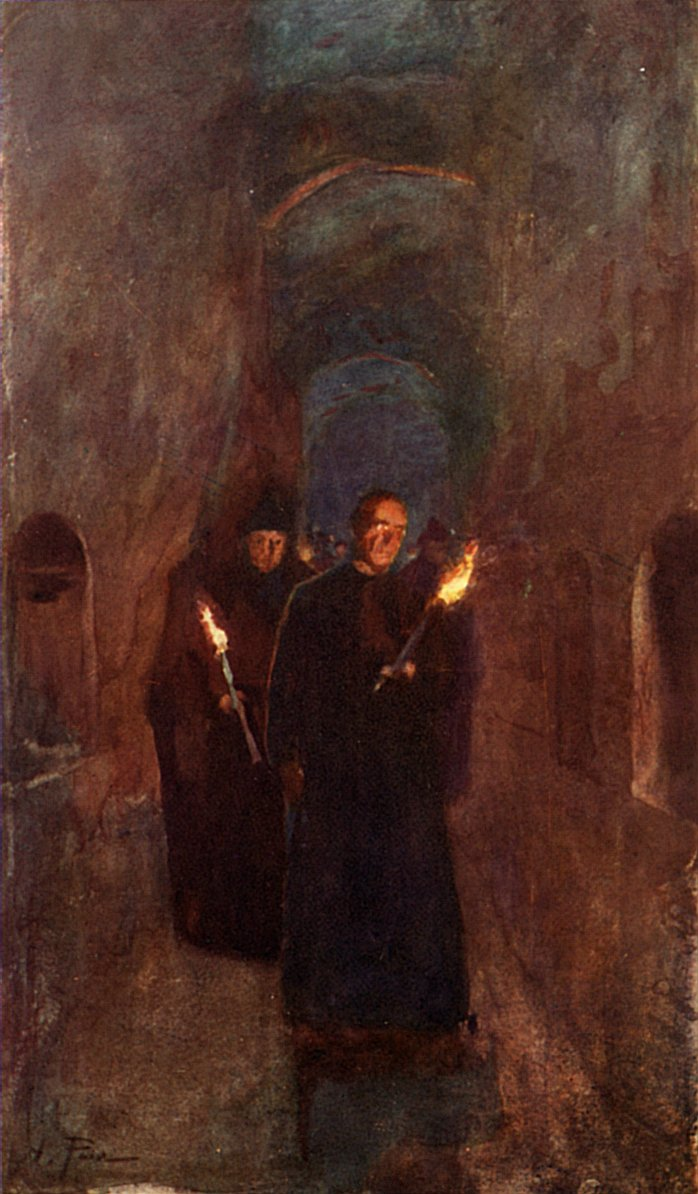
Katakomba Róma mellett

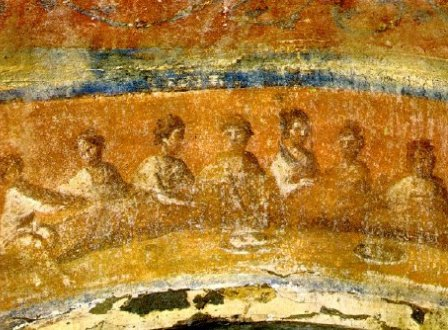
Az ókori egyház festészetének egyik legrégebbi példája a II-III. század fordulóján keletkezett (Kenyértörés, Priscilla-katakomba, Capella Greca, Róma)

### Ókeresztény egyház
Tertullianus (kb. 160–225) a 2. századi kereszténység terjedését így foglalta ezt össze az egyik római helytartónak címzett levelében: 
„…ami pedig a karthágói keresztényeket illeti, a csak tegnapi kis létszámuk ellenére ma betöltik a köztetek lévő terek összességét – a városokat, szigeteket, erődöket, településeket, a piac tereket, a tábort magát, törzseket, közösségeket, helyeket, a szenátust, a fórumot – semmit nem hagytunk nektek, az isteneitek templomain kívül”
A kereszténység csodálatos gyorsasággal terjedt, a 2. század közepén már a Római Birodalom legtávolabbi tartományaiban is voltak keresztény gyülekezetek. Ezekben ekkor még, akárcsak Palesztinában, a hívők többsége az alsóbb néprétegekből került ki, a filozófiai műveltséggel rendelkezők számára a világvégét és a test egyetemes feltámadását előidéző keresztre feszített istenről szóló elképzelések nyilván fantasztikus hiedelmeknek tűnhettek. Minthogy a keresztények nem elégedtek meg azzal, hogy csendben ápolják hitüket, hanem serény missziós tevékenységet fejtettek ki, továbbá nemcsak az állami istenek tiszteletétől és a császárkultusztól tartották távol magukat, hanem azt, mint romlottat, s az egész fennálló államrendet elutasították, és vonakodtak azt katonaként vagy hivatalnokként szolgálni, a kormányzat és a keresztények között állandósult a konfliktus.
A Krisztus utáni első néhány évszázadban a klasszikus műveltségű teológusok és filozófusok (mint Órigenész és Hippói Szt. Ágoston) dolgozták ki a keresztény teológiát, hitelméletet, amit a legtöbb mai keresztény irányzat a görög és a korai keresztény gondolat keverékének tart.
A kereszténység mindjobban alkalmazkodott az újonnan megtérítettek vallási igényeihez és gondolkodásmódjához, s elsősorban a görögség előtt nyitotta meg kapuit.
A görög szellem beáramlása három szakaszban történt: először a görög filozófiát használták fel az etika és a keresztény eszmevilág kialakítására. Valószínűleg a 3. század elején kezdtek a görög misztériumok hatást gyakorolni az egyházra, majd egy évszázaddal később antik példa nyomán kifejlődött a szentek és képek kiterjedt tisztelete.
A keresztény egyház ezen korai szerveződésének első szakaszában a fő gondot az időnkénti, de nagyon súlyos üldöztetések okozták. A mártírok, akik inkább a halált választották semmint hogy feladják Krisztusba vetett hitüket, életükkel és áldozatukkal a kor legnemesebb erényeit testesítették meg. Ebben az időben állították össze a hitelesnek elismert írásokból a kanonikus Újszövetséget, elkészítették az első korai fordításokat, 
Kialakították az egyházi szervezetet, s ezzel a legfőbb egyházi központokban: Alexandriában, Antiochiában, Konstantinápolyban, Jeruzsálemben, és Rómában lévő főpapi székek püspökei felvették a pátriárka vagy pápa (azaz atya) címet.

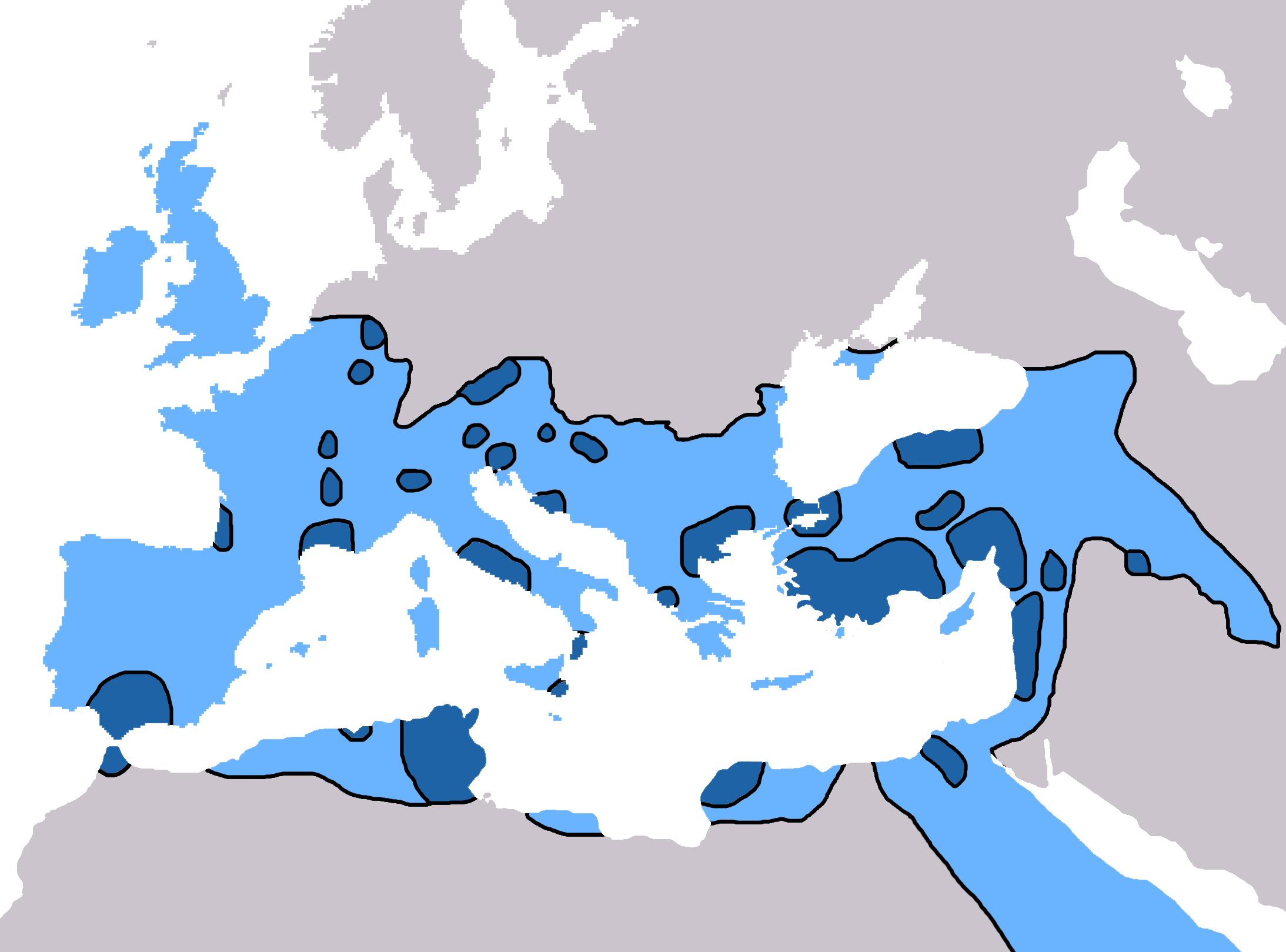
A kereszténység elterjedése Kr. u. 325-ig
A kereszténység elterjedése 325 és 600 között

I. Constantinus római császár 312-ben engedélyezte a keresztény hit szabad vallásgyakorlatát. A 313-ban kiadott Milánói Edictum véget vetett a keresztényüldözésnek, és vallásszabadságot biztosított minden vallás követői számára. A keresztény hitvallás története szempontjából kiemelkedő jelentőséggel bír még a 325-ös Első nikaiai zsinat.
Iulianus császár (361–363) még megpróbálta a birodalomban visszaállítani a korábbi vallást, de a 4. század végén, 380-ban
Theodosius császár a thesszaloniki ediktumával a nikaiai-féle kereszténységet államvallássá tette.
A 381-es konstantinápolyi zsinat megerősítette a nikaiai hitvallást, és kiközösítette az eunomiánusokat, az ariánusokat, a szemiariánusokat, a szabelliánusokat, a markelliánusokat és az apollináriusokat. 

## Az 5. századtól az egyházszakadásig (1054)

### Dogmatikai viták
A 431-es epheszoszi zsinat kiváltó oka az alexandriai iskola és az antiochiai iskola krisztológiai véleménykülönbsége volt Mária istenanyasága kérdésében. Nesztorioszt és követőit elítélték.
451-ben a khalkédóni zsinat a miafiziták (monofiziták) ellen dogmaként mondta ki – I. Leó római püspök (pápa) levele alapján -, hogy Krisztus egy személy két (isteni és emberi) természetben, keveredés nélkül. A zsinat elutasította mind a nesztoriánus, mind a miafizita álláspontot; Eutükhészt kiközösítették, ami a keleti (antikhalkédóni) egyházak szakadásához vezetett.
Az 5. század végén, 484-519-ig tartott a keleti (Konstantinápoly) és nyugati (Róma) egyház között az első nagy szakadás. Ennek oka az volt, hogy Akakiosz konstantinápolyi püspök ki akarta békíteni a khalkedoniánusokat és a monofizitákat, aminek érdekében – Zénón bizánci császár megbízásából – kidolgozta a Hénótikon című egységformulát, ami a khalkédóni zsinaton elfogadott dogma monofizita revízióját jelentette volna. III. Félix római püspök (pápa) azonban az igaz hittől való eltérést látott, s ezért Akakiosz pátriárkát kiátkozta.

### Az öt patriarchátus
A kereszténység korai történetében öt fő egyházkormányzati központ (patriarchátus) volt: Róma, Konstantinápoly, Alexandria, Antiochia és Jeruzsálem
 Bővebben: Az öt patriarchátus
A patriarchátusok vezetői a pátriárkák vagy másképp a püspökök voltak.

### A bizánci egyház megerősödése
A Bizánci Birodalmat a népvándorlás hulláma kevésbé érintette, mint a Nyugatot, a bizánci állam képes volt a római császárság hagyományait folytatni, oly módon, hogy azokat a görög formákhoz alkalmazta. Az egyház a legszorosabban összefonódott a birodalommal. Konstantinápoly mint az „új Róma” a főváros és császári székhely rangjára emelkedett, és ez azt eredményezte, hogy püspöke 500 körül a császártól megkapta az „ökumenikus pátriárka” címet. A pátriárka azzal az igénnyel lépett fel, hogy a római püspökkel egyenrangú legyen. A keleti egyház hatalmának egyik jele a Hagia Szophia volt, az akkori kereszténység legnagyszerűbb székesegyháza, amelyet Justinianus, az állami és egyházi hatalom legfőbb birtokosa 532 és 537 között Bizáncban építtetett.

### Szerzetesség
A szerzetesség, a 3-4. századi Egyiptomból kiindulva (→ sivatagi atyák) ekkor már az egész keresztény világban elterjedt. 529-ben a Nursiai Szt Benedek alapította Monte Cassinó-i kolostorban olyan otthonra lelt, amely példaképül szolgált; így azután a bencés szabályzat nyugaton mindenütt kisebb-nagyobb mértékben irányadóvá lett.

### Hittérítés
A középkor kezdetén a kereszténység a germán népeknél folytatta diadalútját. A keleti és nyugati gótok, vandálok és svévek is megtértek. E germán népek nagy része a kereszténység ariánus, a római egyház által eretneknek nyilvánított formáját tette magáévá, egyedül a frankok maradtak még pogányok és mentesek az arianizmustól, így a római misszió iránya feléjük fordult.
Klodvig király 496-ban felső-rajnai győzelmével meghódította Galliát és ugyanebben az évben megkeresztelkedett, majd ezt követően az egész frank nép a keresztény hitre tért. 597-ben látott munkához a római misszió az angolszászok között és kb. ugyanebben az időben a longobárdok között.
A római szellemi világ felett hosszadalmas harc után elért győzelemmel ellentétben meglepően rövid idő alatt sikert aratott a kereszténység a germán népeknél. Gyors
megtérésük csak azzal magyarázható, hogy a germánok az új, a sajátjukkal annyira ellentétes, latin kultúra kíséretében hozzájuk érkezett eszmékkel nem állíthattak szembe semmi határozott nézetet, mivel ők maguk nem voltak képesek saját vallásukat továbbfejleszteni úgy, ahogyan azt a szellemi szituáció megkívánta volna.
A keleti egyház az Aranyszarv-öböl uralkodóinak cezaropapizmusa következtében szilárd egységgel rendelkezett, a Nyugat egységét azonban a római birodalom területén keletkezett germán államokban uralkodó ariánus hit veszélyeztette. Nagy egyházpolitikai jelentősége volt annak, hogy Klodvig frank király az athanasiusi (római) tanításhoz csatlakozott, és Róma fő célkitűzése nem lehetett más, mint hogy rávegye a többi germánokat is az egylényegűség formulájának elfogadására. Ez a 6. század folyamán számos törzsnél sikerült, és e folyamat betetőzéseként 589-ben Rekkared nyugati gót király felvette a katolikus vallást.
Nagy Károly (768-814) frank birodalma a nyugati keresztény országok nagy részét magába foglalta. Az uralkodó a nyugati egyház urává és védelmezőjévé vált. Hódításai folytán a leigázott pogány törzseket – frízeket, szászokat, avarokat, a Közép-Németországban és a Keleti-Alpokban élő szlávokat – a kereszténység felvételére kényszerítette. 
Az egyház, miután Közép-Európa legnagyobb része már keresztény lett, a 9. században Észak-Európa népeinek megtérítéséhez fogott. Az ezredforduló körül érkeztek el Róma követei a csehekhez, lengyelekhez és magyarokhoz, a délszláv népeket 863-tól, az oroszokat 987-től kezdve Bizáncból térítették meg.

### Iszlám

Az iszlám terjedése (a mai országhatárokkal)
Mohamed idején, 622–632
A Rásidún kalifátus idején, 632–661
Az omajjádok idején, 661–750

Miközben a kereszténység hatalmi körét Európában egyre inkább kiterjesztette, Ázsiában és Afrikában súlyos veszteségeket szenvedett. 632-ben hunyt el Mohamed Medinában. Utódai az Arab-félsziget legtávolabbi zugába is elvitték az új hitet, és 750-re az iszlám világ nyugat felé a francia határig, keleten Indiáig terjedt. Úgy tűnt, hogy az új vallás hamarosan az egész kereszténységet is elnyeli. Olyan fontos keresztény területek vesztek oda, mint Szíria, Észak-Afrika, majd Hispánia és később teljes Kis-Ázsia. Többségüket soha nem sikerült visszahódítani. Három ősi, nagy tekintélyű keresztény patriarchátust sodort el az iszlám áradata: Antiókhiát, Alexandriát és Jeruzsálemet. A magára maradt Róma és Konstantinápoly vallási vezető szerepét többé senki nem kérdőjelezte meg a keresztény világban.

### Filozófia
Szellemi vonatkozásban ez a kor keveset nyújtott, a filozófiának alig volt valamilyen szerepe vagy jelentősége. Nagy Gergely pápával (pápa: 590-604) véget ért a latin, Damaszkuszi Szt. Jánossal († 750 körül) a görög egyházatyák sora.
A vallási és filozófiai irodalom termékei túlnyomórészt kompilációk és közvetítő jellegű művek voltak, ez a Karoling-reneszánsz személyiségeire: Alkuinra, Hrabanus Maurusra éppúgy igaz, mint a bizánci Phótioszra. A clunyi szellem terjedésével egyes kolostori iskolák túlbuzgó vezetői egyenesen elutasító magatartást kezdtek tanúsítani a világi tudományokkal, így a filozófiával szemben is.

### Pogány hagyományok továbbélése

#### Szent királyság
A germán törzsek legtöbbje számára a királyság szent eredetű és jellegű voltː a dinasztiák megalapítói az istenektől, főképpen Wodantól származtak. Az uralkodó maga mutatta be az áldozatokat a termésért és a hadi sikerekért; karizmatikus közvetítő volt a nép és az istenség között. Az uralkodók leszármazása – vagyis Wodan ivadékaihoz tartozásuk – még a kereszténységre térés után is nagy jelentőségű maradt.
Az egyházi vezetés, mint mindenhol, igyekezett beilleszteni a pogány hiedelmeket a kereszténység szent történetébe. Így egyes királyi genealógiák Wodant Noé fiának jelentették ki, aki a bárkán született, vagy pedig Szűz Mária egyik unokatestvérétől származtatták. A csatamezőkön elesett királyokat a szent vértanúkhoz hasonlították. A keresztény uralkodók – legalábbis részben –megőrizték őseik mágikus-vallásos varázserejétː kézrátétellel illették a vetőmagot éppúgy, mint a betegeket és a gyerekeket. A királysírok tiszteletét elkerülendő, az uralkodókat a templomokban temették el.
A pogány örökség legeredetibb átértékelése a király Christus Domini-vá, az Úr Felkentjévé történt előléptetése volt. A király ezáltal sérthetetlen lett; bármiféle személye elleni összeesküvést szentséggyalázásnak tekintenek.

#### Vallási hagyományok
Az európai népek kereszténységre térítésével a különféle népi hagyományokat nem sikerült eltörölni.A kereszténységre térés vallások együttélésére és szinkretizmusára adott alkalmat, amelyek ragyogóan példázzák a népi, földműves vagy pásztorkultúrák alkotókészségét. A kövekkel, vizekkel és növényzettel kapcsolatos egyes kultuszok, mítoszok és jelképek folyamatossága mutatható ki az újkőkorszaktól a 19. századig.
A népi vallási hagyományok csakúgy, mint a helyi mitológiák homogizálódtak, vagyis beépültek ugyanabba a "szent történelembe", és egyetlen nyelvezetben, a keresztény hit és mitológia nyelvén fejeződtek ki. Így például a viharisten emléke élt tovább Illés történeteiben, sok sárkányölő hőst Szent Györggyel azonosítottak; az istennőkre vonatkozó egyes mítoszok és kultuszok beolvadtak a népi Mária-tiszteletbe.
A kereszténység nem pusztította ki és nem is akarta kiirtani teljesen a pogányok őshitét. Nagy Gergely pápa Mellitusz apáthoz írt levelében (601) azt az utasítást adta, hogy a térítők ne semmisítsék meg a megtérítendő népek szentélyeit, hanem inkább használják ki az azokhoz fűződő kegyeletet és éppen azokon a helyeken állítsák fel az igaz Isten oltárát, ahol azelőtt a pogány isteneket imádták. Ugyanígy a pogány áldozati szokásokat is fenntartották és azoknak keresztény értelmet adtak.

### Kultusz
A kereszténység elterjedésének az antik világban az lett a következménye, hogy e hit mindjobban alkalmazkodott a megtérítettek vallási igényeihez és gondolkodásmódjához és kompromisszumra lépett a pogánysággal. A pogányság hatását jelzi, hogy a kereszténység körében is meghonosodott a kultusz tárgyainak térfoglalása. Az erőszakkal megtérített népeket azzal akarták megbékíteni, hogy régi szokásait a kereszténységben is gyakorolhatta. A pogány világ héroszainak mintájára jöttek létre a szentek, s a pogány amulettek és varázsszerek mintájára az ereklyék. A védőszentek, körmenetek, búcsújárások, a szentek képein levő glória, mind pogány eredetűek.

#### Mise
A mise az őskeresztény agapéból fejlődött ki és a misztériumvallások hatására a Krisztussal való egyesülés szertartásává vált.
Kezdetben még az istentiszteletek alkalmával sem hordtak a papok megkülönböztető öltözéket, sőt 428-as levelében I. Celesztin pápa meg is rótta a dél-galliai klérust az efféle újítások miatt. A miseruhák aztán a késő ókori világ öltözékeiből alakultak ki.
A mise a 7. századig a hívők és a pap közös istentisztelete volt. Ettől kezdve azonban egyre gyakoribbak lettek az ún. privát- vagy magánmisék, amelyet a pap egymagában, ellenszolgáltatás fejében mondott valamilyen szándékra (pl. valamely elhunytért), a ahol a híveket a misénél segédkező ministráns, oltárszolga helyettesítette.

#### Liturgia
A hívek fokozatosan kiszorultak a liturgia közösségéből a papság és a hívek viszonyában beállt társadalmi különbségek következtében. A különleges liturgikus ruha, a nép számára érthetetlen latin nyelv, a népnek – a korábbi gyakorlattal ellentétben – hátat fordító miséző pap – mind a klerikusok (papság) és a laikusok (a hívő nép) közötti különbséget szimbolizálták.

##### Liturgikus öltözet
Az első századokban még nem viseltek liturgikus ruhát. A népvándorlás korától kezdve alakultak ki a klasszikus antik ruhadarabokból a lassan kizárólag a liturgia céljára használt papi öltözetek.
A rövidebb és hosszabb ókori alsóruhából, a tunikából származik az alba, a karing, sőt a papi reverenda és a szerzetesi ruha is. A Karoling-korszaktól a ruhadarabok már egyértelműen a liturgikus jelleget és a klérus különböző fokozatait kifejező szerepet kaptak. Egyre drágább és gazdagon díszített anyagból készültek.

#### Püspökök és jelvényeik
Az 1. századi ősegyházban a gyülekezetek vezetői egyenrangúak voltak a közösséggel. A püspökök kiemelkedésével, a társadalmi rangokkal együtt szert tettek megfelelő jelvényekre is. Így kezdték el használni a pásztorbotot, a mitrát és talán a palliumot is.
Palliumot Konstantin császár a római püspöknek adományozott, aki azt később megosztotta a metropolitákkal (érsekekkel) és privilégiumok alapján egyes püspökökkel.
A pásztorbotot a 7. századtól Hispániában kezdték el használni a püspökök és a 11. századtól található meg a liturgikus használata.
A püspököket megillető kézcsók szokására először a 4. századtól van bizonyíték. Az egyházi gyűrű viselése a 7. századig nem volt általános.

#### Oltár

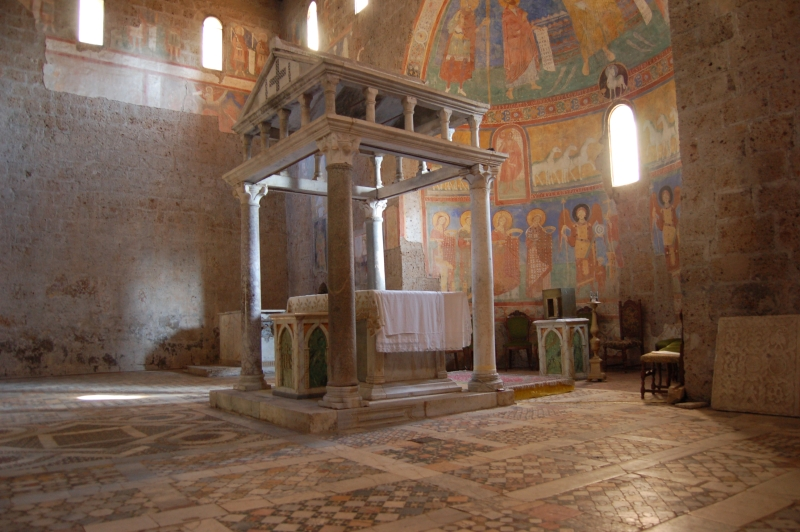
Oltár cibóriummal egy itáliai templomban

A korai keresztények az áldozatot asztal mellett, vagy esetleg vértanúk sírjai fölött mutatták be. A "szentté" váló asztal később Szíriából kiindulva mindenfelé díszes lett és a faasztalokat felváltották a kőből készült oltárok. Ezekre évszázadokon át csak a szent adományokat, az evangéliumot és a szertartás szövegét volt szabad elhelyezni; eredetileg gyertyák vagy a kereszt oltárra helyezése is tilos volt. Később sok helyen megjelent az oltár fölé oszlopokra épített mennyezet, a cibórium és a 8-9. századtól kezdve általános szokásba jött a díszes kőoltárok építése, amelyet a templom kiemelkedő és mindenhonnan látható helyén, az ún. apszisban helyeztek el, távol a hívektől.

#### Szenteltvíz
Az az ókori szokás, amely a vizet rituális tisztulási és engesztelési célra használta, a keresztény közösségekben is elterjedt. Vízzel (rendszerint sóval kevert vízzel) hintették meg a pogány templomokat, amelyeket keresztény használatba vettek át. Az alkalmi vízszentelésből fejlődött ki az egyházban a víz megáldása a mise előtt és az azt követő szenteltvízhintés (asperges).

#### Tömjénezés
A tömjénezés  a 4. századtól kezdve egyre inkább elterjedt mind a keleti, mind a nyugati liturgiában. Nyugaton azonban mai formájában csak a 9. századtól végezték a mise alatti tömjénezést.

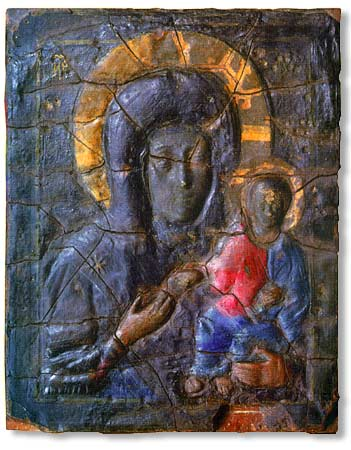
7. századi bizánci ikon Szűz Mária istenanyáról (Állami Tretyjakov Galéria)

#### Mária-kultusz
A bálványimádók csatlakoztak az egyházhoz, s imádatuk korábbi tárgyait felcserélték Jézus, Mária és a szentek szobraival. A pogány anyaistennők kultuszának mintájára kialakult Mária istenanyaságának hirdetésével az 5. század elején Nesztoriosz konstantinápolyi püspök (pátriárka) szállt szembe. Hamarosan azonban az egyház részéről az eretnek megbélyegzéssel szembesült és az epheszoszi zsinat (431) után megfosztották püspöki hivatalától és száműzték.

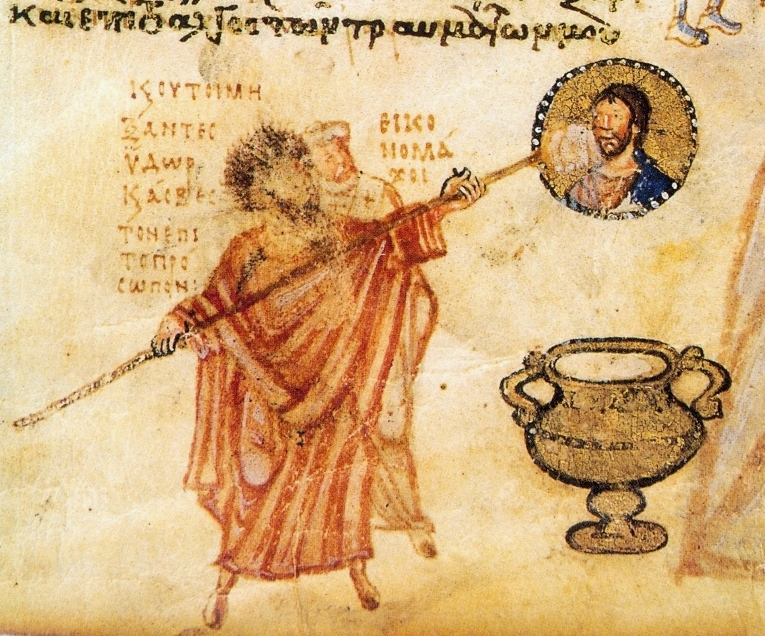
Bizánci képrombolás: A Chludov Psalterium 9. századi zsoltároskönyv miniatúrája egy "szent" lemeszelését ábrázolja

#### Képtisztelet
A képek a 6. század végétől váltak a kultusz tárgyává a templomokban éppúgy, mint az otthonokban. Ettől az időtől szemlátomást szaporodtak a csodatevő képek – a természetfeletti hatalom forrásai – amelyek a városokat, palotákat, hadakat stb. oltalmazzák.
A keresztény kultusz egyre gazdagodott, elsősorban a szentek ábrázolásai révén, amelyek engedélyezése körül a bizánci egyházban heves harcok dúltak (726-843). 

#### A szentek és ereklyék tisztelete
A középkor első felében burjánzott el a szentek kultusza. A 9. századtól kezdve már az év minden napját valamely szent tiszteletére rendelték. Mivel azonban a nagyszámú szent mindegyikének még így sem jutott külön ünnep, ezért bevezették a mindenszentek napját, amelyet november 1-re tettek. A szentek tiszteletével szélsőséges formát öltött a Mária-tisztelet is.
Eleinte a szentek sírjára tettek kendőket, az ott égő mécsesek olaját, az ott összegyűjtött port részesítették tiszteletben. A 7. századtól kezdve a szentek csontjait ereklyetartóba tették és tisztelettel övezték. A 9. századtól az ereklyék tisztelete is általánossá vált és új formát öltött. Ez a kultusz olyan méreteket öltött, hogy valóságos ereklye-kereskedelem jött létre.

#### Zarándoklat
A szentek és ereklyék tiszteletével együtt szokásba jöttek a búcsújárások, zarándoklások. A Szentföld, a Sínai-hegy, Péter és Pál apostol állítólagos sírja Rómában, Márton püspök sírja Toursban lettek a kiemelkedő búcsújáró helyek.

#### Vezeklés és gyónás
A középkorban is ismerték a nyilvános vezeklést, amelyre a nagy bűnök elkövetőit kötelezték. A vezeklés idejét és módját a püspök szabta meg. Szokásba jött az is, hogy a nyilvános vezeklést valamilyen más cselekménnyel (pl. böjttel, imádkozással, alamizsnával), vagy valamely jótékony célra felajánlott pénzösszeggel megváltották. A nyilvános vezeklést és az azt megelőző nyilvános bűnvallomást fokozatosan kezdte kiszorítani a titkos, ún. fülgyónás.

#### Nyugat
A térítő tevékenység sikerei egyrészt egyre magasabb szintre emelték a nyugati (római) egyház tekintélyét, más részről viszont azzal a veszéllyel fenyegettek, hogy a különböző germán népek nemzeti egyházakat alapítanak és függetlenítik magukat a nyugati (római) egyházszervezettől. Ezt a veszélyt Nagy Gergely pápa (590-604) ismerte fel. Ezért a szétszórt pápai birtokok megszervezésével (Patrimonium Petri = "Péter öröksége"), központosított egyházkormányzatával, a szerzetesi intézmény felhasználásával, egységes liturgia kidolgozásával egységesítette a nyugati kereszténységet. Ettől kezdve a közös hit, az azonos egyház, a római püspök (pápa) tekintélye, az egynyelvű (latin) liturgia kapcsolta össze a különböző nyugati királyságokat.

### Pápaság

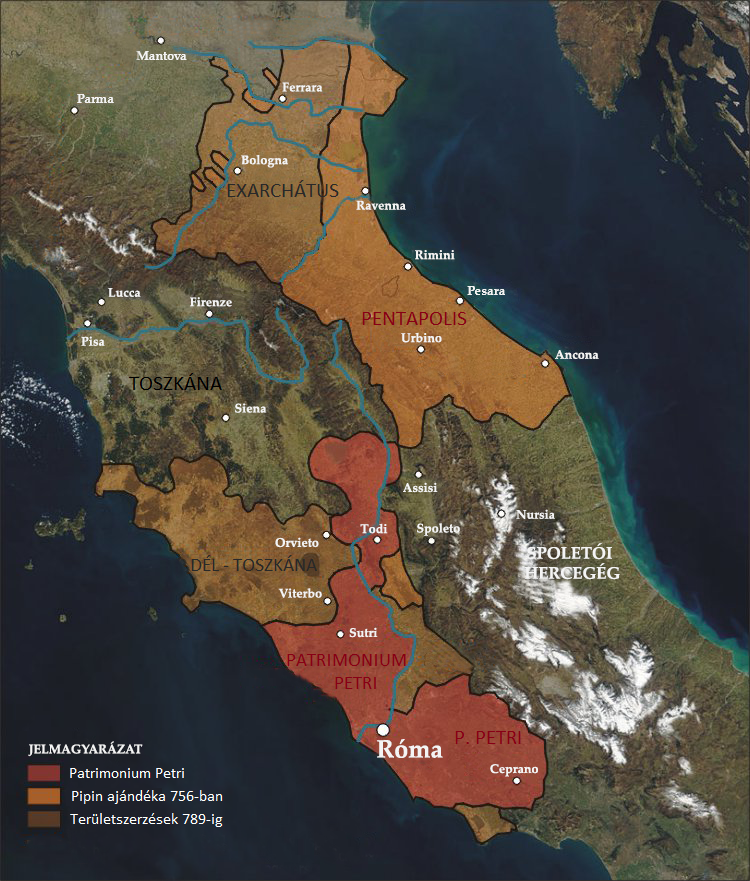
A pápaság területének változása a 8. században

A hitbeli egység növekedése, amelynek végső célja az egyetemes egyházzá válás volt, politikai téren más irányú fejlődésben nyilvánult meg. Ez a római püspök vagy — ahogyan hivatalosan először 502-ben nevezték — a pápa hatalmának állandó növekedése volt. Péter apostol utódai az adományok révén egyre gyarapodó nagy itáliai földbirtokaik (Patrimonium Petri) segítségével és földesúri jogaik gyakorlásával biztosítani tudták maguknak az uralkodó helyzetét. Ez lehetővé tette számukra, hogy a világi uralkodókkal egyenrangúakként, sőt felettük állóként lépjenek fel. 
Amikor III. Leó pápa Nagy Károlyt 800-ban császárrá koronázta, és megújult a római birodalom, az egyház erős támogatásra talált, természetesen egyelőre anélkül, hogy megalapozta volna az egyház hegemóniáját a világi hatalom felett.
A 8. században Bizánc bekebelezte "Péter apostol örökségének" nagy részét, a szentképek miatt kirobbant vita következményeként. A bizánci császár, III. León ugyanis nem tisztelte a "szentek" képmását és a képromboló mozgalmat támogatta, a "festett képet imádók"kal szemben. 726-ban kiadott ediktumában előírta, hogy a szentek képeit és szobrait, mint bálványokat, el kell pusztítani. A császár II. Gergely pápát is felszólította a képrombolásra, aki ezt visszautasította. III. Gergely pápa (731-741) pedig hatalomra léptekor a római zsinaton kiközösítette a császárt.
A pápaságnak új védelmező kellett, s ezt a szerepet a Frank Birodalom vállalta, miután II. István pápa királlyá szentelte fel III. Pipin frank uralkodót. Pipin két csatában megverte a longobárdokat (754-756) – akik Bizánc védelmének megszűnése után a Római Fejedelemség nagy részét elfoglalták. A csatanyertes Pipin visszavette és a pápaságnak ajándékozta az Exarchátust és a Pentapolist (A Római Fejedelemség 5 települését). Ezen az "ajándék" birtokon alakult meg a Pápai állam. A püspökök azonban jónak látták, ha egy régi nagy tekintélytől szereznek egy okiratot – adománylevelet – a területre (a frankok jönnek-mennek), s hamisítottak Constantinus aláírásával egy dokumentumot (Constantinusi adománylevél). Ezzel meg is lett alapítva az egyházi állam.
Pipin utódja, Nagy Károly azonban ugyanolyan hatalmat gyakorolt az egyház felett, mint a bizánci császár a keleti területek egyháza felett (cezaropapizmus). Az egyház-kormányzatot teljesen a maga kezébe vette és a pápának nem szánt az imádkozáson kívül más szerepet. Ez a helyzet Nagy Károly birodalmának felbomlásával módosult. A pápaságnak nemcsak világi hatalma és tekintélye növekedett, hanem egyre szélesebb körű és hatékonyabb lett az egyház belső életére gyakorolt befolyása is. Az újonnan megtért népek körében szervezett egyházakat a pápa fennhatósága alá rendelték, aki a hatalmát a tőle függésben levő érsekeken és püspökökön keresztül érvényesítette. A pápa nemcsak az egyház-kormányzatot centralizálta, hanem kezébe ragadta a legfőbb törvényhozás és bíráskodás jogát is. Az egyetemes zsinatok (az egyház legfőbb kollektív törvényhozó testületei) teljesen a pápa uralma alá kerültek: a pápa hívta össze a zsinatokat és ő is szentesítette azok határozatait.
A pápák megszabadultak a frank befolyástól, de belföldi gazdag családok hatalma alá kerültek, s a legnagyobb erkölcstelenség kapott lábra közöttük, amit a történelem "a paráznák uralma" (pornokrácia) névvel jelöl. 
A 10. században a Német-római Császárság megszületésével az uralkodók újra erős befolyásuk alá vonták a pápaságot. I. Ottó császár teljesen a kezébe ragadta a pápaválasztás jogát. Ő és utódai nem csak a pápák felett gyakoroltak hatalmat, hanem a főpapokat is erősen a kezükben tartották, mint hűbéreseiket.

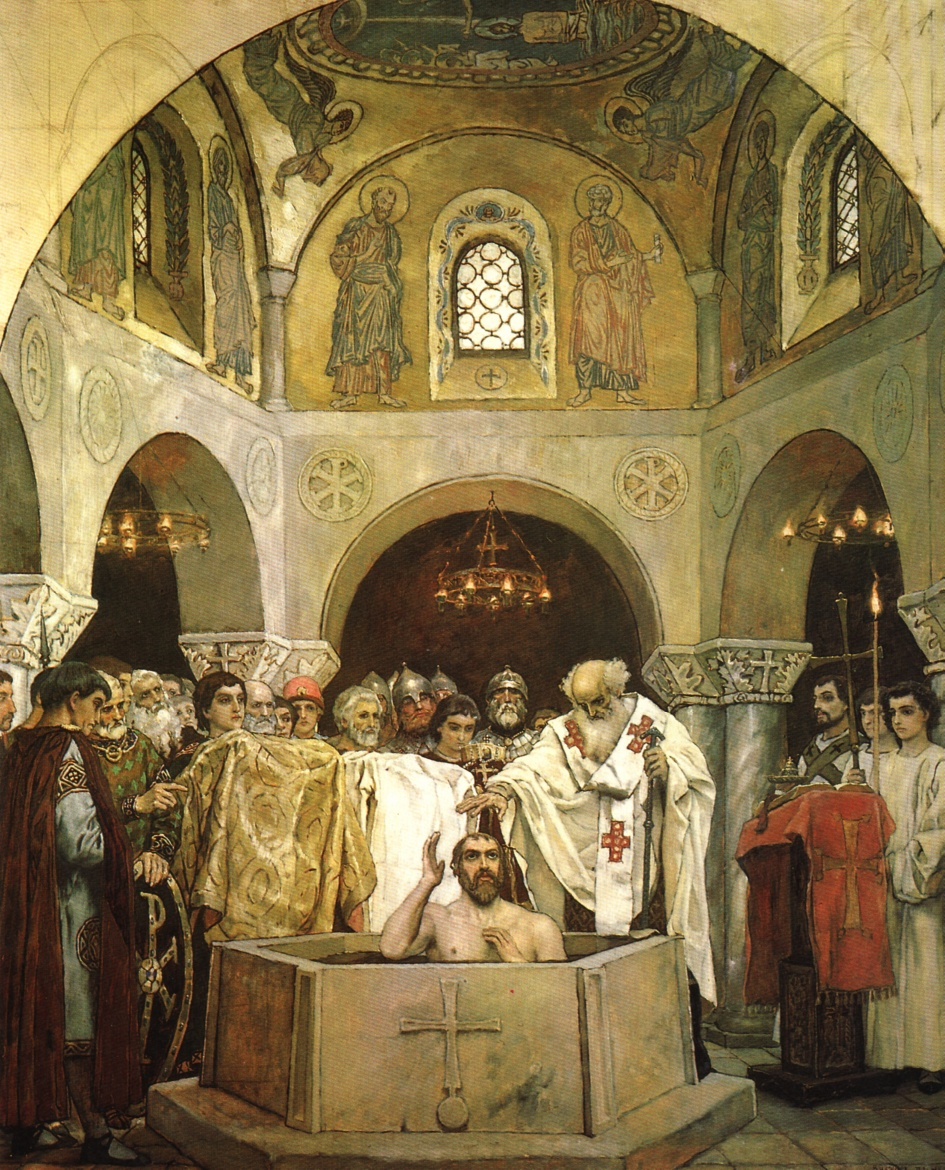
I. Vlagyimir megkeresztelése

A hatalmas birtokokkal rendelkező, fokozatosan teljesen elvilágiasodott főpapok, sőt a papság is, rövidesen a császári hatalom elégedetlenségét is felkeltették. Gyengítették ui. az egyház hitbeli tekintélyét, sőt mint hűbérurak, a társadalmi anarchia fokozóivá váltak. A császárok ezért támogatni kezdtek minden olyan törekvést, amely az egyházban rendet követelt, eltűrve még azt is, hogy ezáltal a pápa egyházfői jogai megerősödnek.

### Egyházszakadás
A már századok óta fennálló ellentétek a római és a görög egyház között a 9. században oly erősen kiéleződtek, hogy aztán 1054-ben megtörtént az egyházak végleges szakítása és ezzel az a kettéválás, amelyet eddig a többször megismételt egyesítési kísérletek ellenére sem lehetett megszüntetni.

### Világkép
Az ember számára a társadalom, mint valami rejtelmes okokból létrejött, sokemeletes, lépcsőzetes építmény nyúlt az Ég felé, a csúcsain a megszentelt uralkodókkal; a mennybéli szentek és angyalok, arkangyalok hierarchikus testülete ezt a földi, társadalmi piramist folytatta, a csúcson Istennel.
A nagyobb falvakban templomot emeltek, a annak papja – a településen az egyetlen írástudó, iskolázott ember – képviselte a világi és túlvilági hatalmakat, s maga is a társadalmi hierarchia jóval magasabb fokán állt, mint hívei.
Azonban az egyszerű pap, akit tisztelet és személyes sérthetetlenség övezett, maga is alárendeltje tagja az egyházi szervezetnek. 
A földhöztapadt parasztok – akik a társadalom zömét adták –, illetve a műhelyükben görnyedő kézművesek felnézve csaknem félistennek láthatták a távoli székhelyén trónoló, fényes püspököt, aki az ő papjuknak is parancsolt; de a római pápát, akit rangja földöntúli dicsfénybe vont, és Krisztus helytartója volt a világban, messze az emberek fölé emelkedett.
A szertartások, amelyeket az egyház kötelezővé tett, a születéstől a halálig lépten-nyomon erősítették és ápolták a tudatot, hogy minden egyén alá van vetve a Mindenhatónak és földi közvetítőinek, az egyház képviselőinek.
Az újszülöttet a papi keresztelés fogadta be, nemcsak az egyházba, de a társadalomba is. Keresztvíz nélkül pogány maradt volna, azaz olyan lény, akinek kilátása sem lehetett az üdvösségre, de arra sem, hogy a keresztény világban éljen, és maga a falu vagy város elfogadhassa tagjaként. 

A házasság csak a pap előtt nyerhetett érvényt – anélkül bűnös viszony, a belőle származó gyermek törvényen kívüli fattyú, szükségképpen pogány is.

A haldoklót ugyancsak a pap bocsátotta utolsó útjára a szent kenettel és a feloldozással; ha nem így halt meg az ember; aligha remélhetett bebocsátást a mennyek országába, hanem várt rá az örök szenvedés, a pokol.

### Egyetemes zsinatok
- Efezusi zsinat (431; Krisztus egyetlen személy, Mária istenanyasága (Theotokos), Nesztoriosz elítélése)
- Khalkédóni zsinat (451; Krisztus egyszemélyben két természet, a monofizitizmus (miafizitizmus) elítélése)
- II. konstantinápolyi zsinat (553; a nesztoriánus tanítással szimpatizálók elítélése)
- III. konstantinápolyi zsinat (680–681; Krisztus két természetének léte, a monotheletizmus elutasítása)
- II. nikaiai zsinat (787; a képek tiszteletének elfogadása, a képrombolók elítélése)
- IV. konstantinápolyi zsinat (869–870; a pápai primátus megerősítése)

### A kereszténység szakadásai

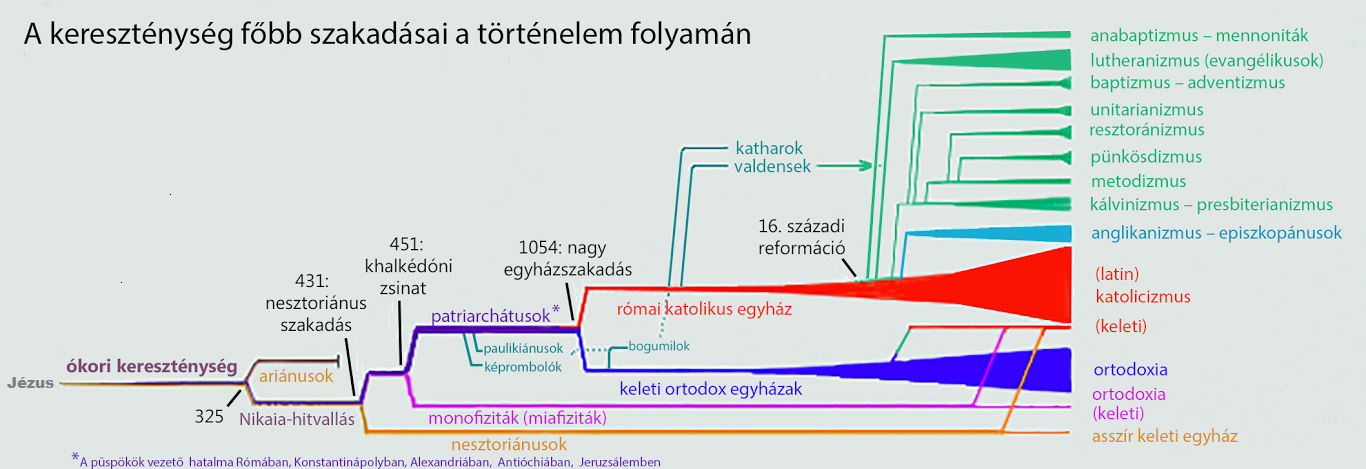
A kereszténység főbb szakadásai (patriarchátusok = a püspökök vezető hatalma Rómában, Konstantinápolyban, Alexandriában, Antióchiában és Jeruzsálemben)

## A középkor második fele
Az egyháznak 1054-ben bekövetkezett szakadása után a kereszténység két fő ágon fejlődött tovább. A nyugati kereszténység a pápa fősége alá helyezkedett, míg a keleti kereszténység nem ismerte el a római pápa egyházfői hatalmát. Ehhez járultak bizonyos hitbeli különbségek és liturgikus eltérések is. A nyugati egyház egyre inkább katolikusnak (egyetemesnek), a keleti egyház pedig ortodoxnak (igazhitűnek) kezdte nevezni magát. A szakadást azonban egyik egyház sem tartotta véglegesnek. A nyugati egyház a 4. keresztes hadjárat révén, Konstantinápoly elfoglalásával (1204) a szakadást felszámoltnak vélte: az ortodox pátriárkát elűzte és helyébe katolikus pátriárkát helyezett. Ez az erőszakos egyesítés azonban Konstantinápoly visszafoglalásával (1261) ismét felbomlott.
A keresztény eszmék ekkor már egyeduralkodók voltak az egész nyugati világban, és ekkor nyújtották a legnagyszerűbb teljesítményeket a legkülönbözőbb egyéb vonatkozásokban is. A társadalmi, művészi és filozófiai élet valamennyi területén érvényre jutott az elválaszthatatlan kapcsolat a keresztény érzelem- és képzeletvilág tartalmával. A társadalom rendi tagozódásának megvolt a párhuzama az egyházi hierarchiában, az utóbbinak pedig az angyalok karának ranglétrájában. Az emberi életet szabályozó kötelezettségeket az Isten az egyéneknek a kozmikus rendszerben elfoglalt helyük szerint osztotta ki. Az államügyek szintén alá voltak rendelve a keresztény etika törvényeinek, és a részletekre kiterjedően tőlük függtek, olyannyira, hogy az ideológiai befolyás még a hadviselésre is a legerőteljesebben kiterjedt (lásd a keresztes háborúk). A hitvilág a művészi megdicsőülést azokban a nagyszerű székesegyházakban találta meg, amelyek alkotóik áhítatát azóta soha többé el nem ért fenségességben tükrözik vissza, és abban a költészetben, például Dante Isteni színjátékában, amely egyedülálló módon foglalja egybe, egyetlen összképpé a középkor eszméit.

### Invesztitúraharc

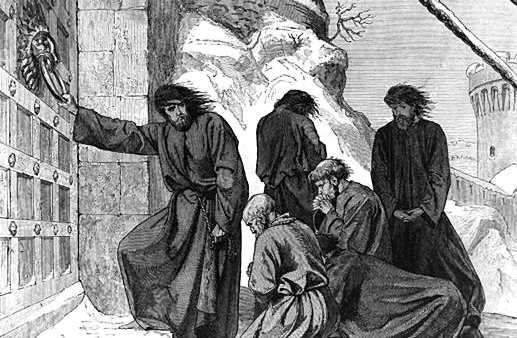
IV. Henrik császár "Canossa-járása" (vezeklése) – August von Heyden

II. Miklós pápa tette az első kísérletet arra 1059-ben, hogy a pápaválasztás jogát kivegye a császárok kezéből és a bíborosokra ruházza azt át. Mivel ezt a császári udvar nem vette tudomásul, II. Miklós szövetséget kötött a normannokkal, akik védelmet biztosítottak neki a németekkel szemben. A pápaság és a császárság közötti komoly küzdelem VII. Gergely pápaságával kezdődött (1073-1085).
Az Istentől kapott teljes (világi és egyházi) hatalomból a pápa átadta ugyan a császárnak vagy más uralkodónak a hatalmat, de csak mint megbízottjának. Ez az elképzelés VIII. Bonifác pápa Unam Sanctam bullájában (1302) kapott egyházjogi és dogmatikai megfogalmazást. Eszerint csak egy egyház van és rajta kívül nincs üdvösség. 
Az egyház Istentől két kardot kapott, amelyek a világi és lelki hatalmat szimbolizálják. A lelki hatalom kardja a pápa kezében van, míg az egyház a világi hatalom kardját az adott államnak adja át azzal a feltétellel, hogy a hatalmat az egyház érdekeinek megfelelően gyakorolja. Ha az uralkodó megsértené az egyház érdekeit, a pápa ítélkezik felette, míg a pápa csak Istennek tartozik számadással.

### Filozófia

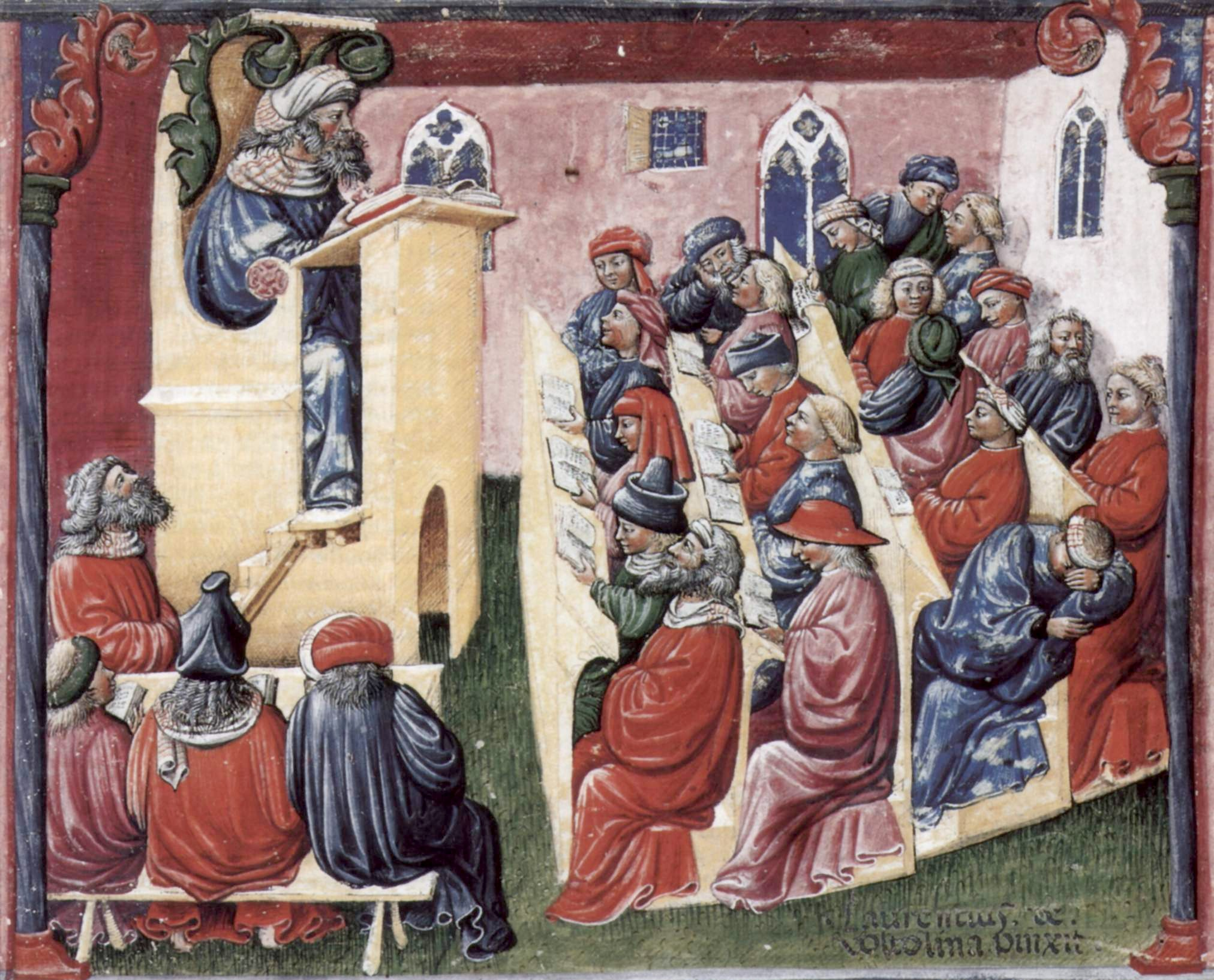
Egyetemi tanítás (14. századi festmény)

A középkori kereszténység filozófiája a skolasztika, amely kb. 9. századtól kb. a 15. századig uralkodott a nyugat-európai gondolkodásban. A skolasztika Arisztotelész filozófiáját használta fel tanításához, és azt próbálta a keresztény hitelvekkel harmonizálni, a hit szolgálatába állítva.
A skolasztika virágkorában a tomizmus mellett még egy nagy iskola alakult ki, a skotizmus . Míg a tomizmust a domonkosok művelték, addig a skotizmus a ferencesek irányzata lett. A két iskola állandó vitában állt egymással.
A Nyugat nagy gondolkodói, mint Canterburyi Anzelm, Abélard, Bonaventura, Albertus Magnus és Aquinoi Tamás, valamennyien mélységesen meg voltak győződve arról, hogy a filozófia csak a keresztény teológia szolgálóleánya, és feladata nem lehet más, mint hogy a keresztény vallás igazságát bizonyítsa, vagy védelmezze. A kornak teljesen az istenire irányuló gondolkodása érzelmileg legemelkedettebb kifejezését azonban a skolasztika ellenpólusában, a misztikában találta meg. Ennek képviselői gyakran ellentétbe kerültek az elfogadott egyházi tanokkal, mivel panteista nézeteket hirdettek, vagy közel állottak ezekhez, mint Amaury de Bène, mások viszont, mint pl. Clairvaux-i Bernát, Eckhart mester, Tauler, Seuse az egyház talaján álltak.

### Egyházi élet
Egyes dogmatikai tantételek skolasztikus tárgyalásában a szentségekről szóló tanítás különösen fontos. A szentségek hetes száma Petrus Lombardus nyomán vált általánossá (baptismus, confirmatio, eucharistia, poenitentia, unctio extrema, ordo, coniugium). 
A korai középkorban az áldozás két szín alatt történt, azaz a hívek is részesültek a borból és a kenyérből. A 13. századtól kezdve azonban a két szín alatti áldozás szokása helyébe az egy szín alatti áldozás lépett, azaz a hívek nem részesülhettek a kehely tartalmából, csak a kenyérből, amelyet azonban már nem a kezükbe, hanem a nyelvükre kaptak. Erre az időre már általánosan áttértek a kenyér használatáról a kovásztalan kenyér, azaz az ostya használatára.
A szentek kultusza elburjánzott. Szélsőséges formát öltött a Mária-tisztelet is. Máriát – a skolasztikus tanítás szerint – a szenteknél nagyobb, de Istennél kisebb különleges tisztelet illeti meg.
A 13. századtól a szentek ünnepei háttérbe szorították a liturgikus évet, amely Krisztus életének egyes mozzanatait lett volna hivatva a liturgia eszközeivel megeleveníteni.
A hűbérurak saját birtokaikon templomokat építettek, kolostorokat létesítettek, s ezeket úgy kezelték, mint saját tulajdonukat: eladták, elajándékozták azokat vagy jövedelmüket felhasználták, papjaikat saját, fizetett alkalmazottjuknak tekintették stb.

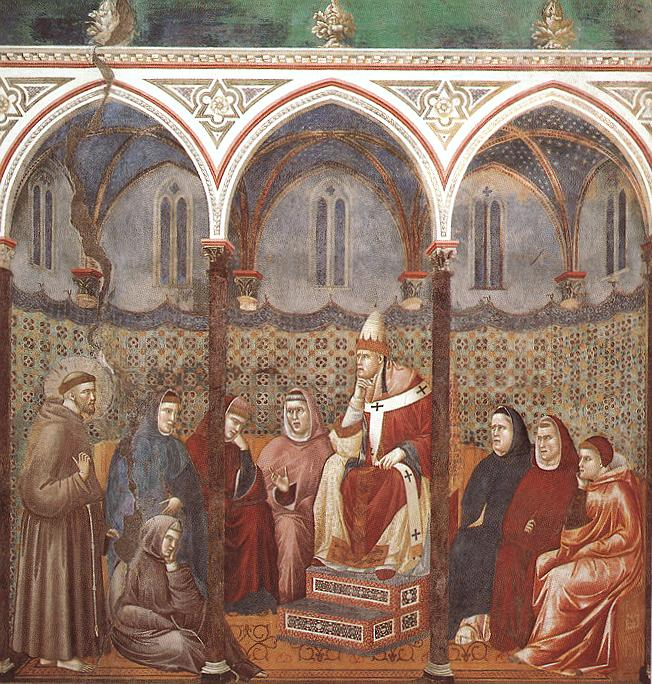
Assisi Szent Ferenc III. Honoriusz pápa előtt (Giotto di Bondone)

#### Szociális gondozás
A középkor elején az ókereszténység karitatív szemlélete, mely szerint az egyházi vagyon egy része a szegényeket illeti, feledésbe merült. A 13. századtól kezdve azonban az egyház szervezetté tette a szegényápolást. A kolostorok és székesegyházak mellett egymás után épültek az ún. menedékházak. Külön menedékházakat építettek a szegényeknek, a betegeknek, az öregeknek és az árváknak. A betegek számára épített menedékházakban szerzetesek végezték a betegápolást, akik a ragályos betegek számára külön kórházakat állítottak fel. A szegényeket nemcsak a menedékházakban, hanem alamizsnálkodással is istápolták. Ezzel nem számolta fel az egyház a társadalmi ellentmondásokat, de az abból adódó szociális igazságtalanságot kétségtelenül csökkentette.
A középkori kereszténység egyik legszeretetreméltóbb egyénisége Assisi Szent Ferenc (1182-1226), aki szegénységgel és jósággal teljes szent életével kísérelte meg átültetni a valóságba a lemondásnak és a szegények szolgálatának Krisztus hirdette ideálját.

### Művészet, építészet
A 11-12. században az építészek az ókori Róma művészetéből merítettek és azt fejlesztették tovább. Jellemzőjük a gondosan faragott kövekből összeállított félköríves mennyezet, amit boltozatnak nevezünk, a vastag falak és a szűk, kicsi ablakok.
A templomokat, székesegyházakat a 13. századtól új stílusban építették, ez volt a gótika. A gótikus templomok feltűnően magasak, tetőzetük, ablakaik, ajtóik csúcsívesek. Falaik vékonyak, s azokat bordaszerű építmények támasztják meg, a támpillérek. A hatalmas ablakokat színes üveg tölti ki, amely gyakran személyeket, jeleneteket ábrázol. 

### Eretnek és nemzeti mozgalmak

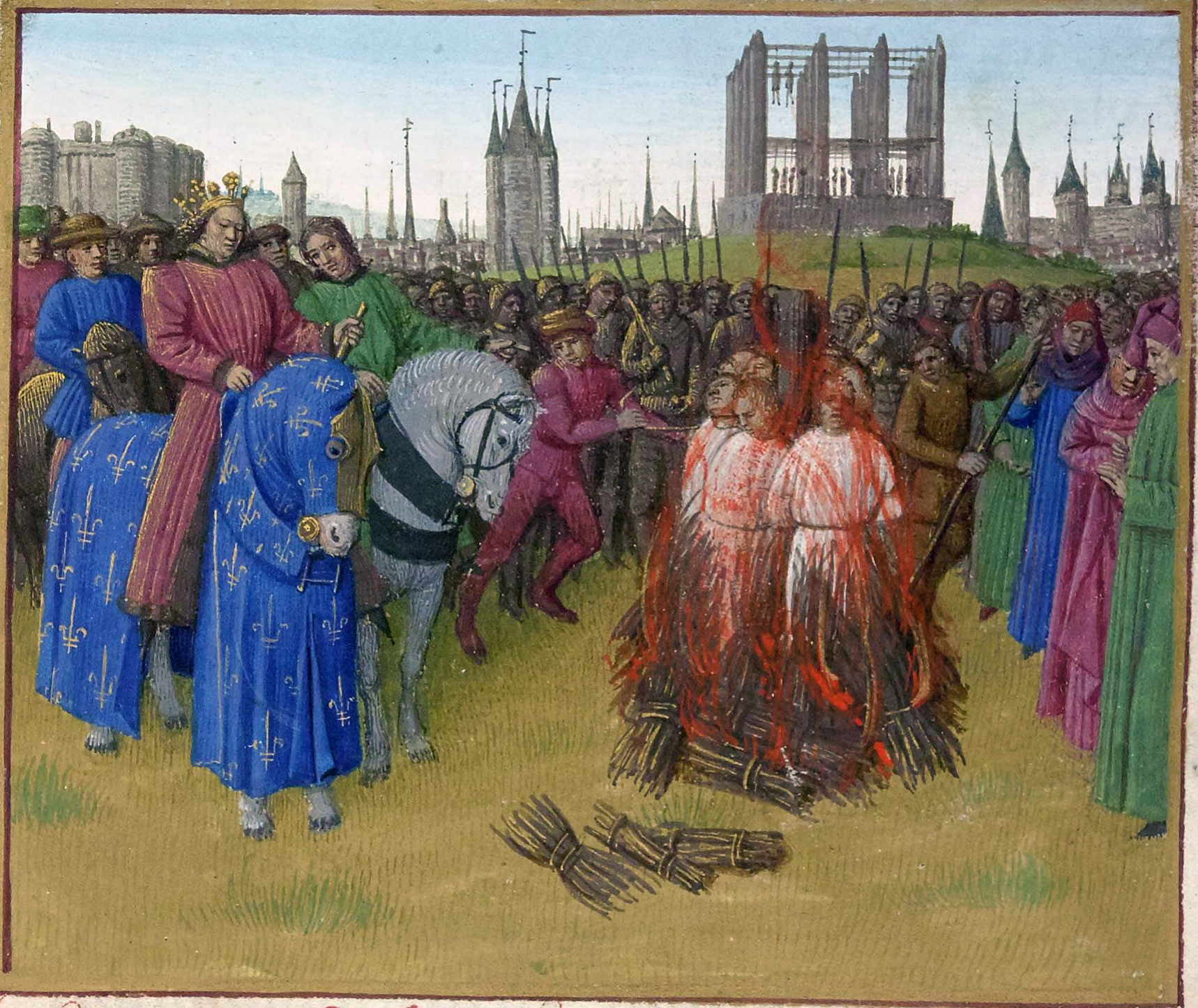
Benai Amalricus követőinek megégetése, 1210 (Grandes Chroniques de France)

A középkori egyház társadalmi tanítása a feudális társadalmi rendet isteni eredetűnek tartotta és mint ilyet megváltozhatatlannak hirdette. Ezért mindazok, akik a fennálló renddel szembefordultak, elsőként az egyházi tanokat bírálták.
Az első antifeudális mozgalmak már a 10-11. században felbukkantak, kezdetben elszigetelt csoportokban, majd a városok felvirágozásával párhuzamosan egyre nagyobb méreteket öltöttek. Ezen antifeudális mozgalmak egyik csoportja gnosztikus-manicheus eszmékből táplálkozott, másik részük A Bibliára támaszkodott, és az őskeresztény egyszerűség és szegénység hirdetésén keresztül gyakorolt bírálatot az egyháziak fényűzése és általában a kizsákmányoló osztály hatalmaskodásai felett.
A középkor (vallási) eretnekei általában szigorú, aszketikus életmódot folytattak és szigorú bűnbánatot tartottak. Egyszerű ruhába öltözött prédikátoraik, akik kettesével járták a helységeket, nagy népszerűségnek örvendtek. Az egyházat gonosz és istentelen intézménynek tekintették, a papság tekintélyét és közvetítő szerepét tagadták.
A legjelentősebb tömegméretű mozgalommá az 1140-es évektől kibontakozó dél-franciaországi kathar-mozgalom vált. Ennek eszméi a Keletről származó manicheista színezetű bogumil eretnekség volt, amely először a Balkánon hódított, s innen került t Dél-Franciaországba, majd a Rajna völgyébe, Észak-Itáliába, sőt Flandriába. A szervezett mozgalom tagjai 1163 óta magukat katharoknak, azaz tisztáknak nevezték. Tagadták a szentségeket, a szentháromság-tant, aszkézisre rendezkedtek be, a házasságról és a magánvagyonról való lemondásra kötelezték magukat.
A katharoktól először függetlenül, Dél-Franciaországban jelentkezett a valdens eretnekség. Laikus mozgalom volt, Vald Péter nevű gazdag lyoni kereskedő vezette, aki szétosztotta a vagyonát a szegények között és prédikálni kezdett. Az evangélium alapján az apostoli szegénységet és Krisztus követését hirdette, és egyre inkább a gazdag klérus ellen lépett fel.
A nagyobb területekre kiterjedő eretnekségek ellen keresztes hadjáratokat indított a római egyház. A katharok (albigensek) elleni háborút III. Ince pápa kezdte meg 1209-ben, s húsz évig folyt a legnagyobb kegyetlenséggel. 
(→ Katharok elleni keresztesháború)
Wycliffe (1320 – 1384) nyomán Angliában, majd később Csehországban is forradalmi és nemzeti reformmozgalom született. Wycliffe a pápaság elleni küzdelme során a politikai és nemzeti alapú ellenállásból fokozatosan vallási jellegű támadásba ment át, és átfogó teológiai reformprogramot dolgozott ki. Barátai segítségével angol nyelvre fordította a Vulgatát, hogy a világiak számára is hozzáférhetővé tegye. XI. Gergely pápa számos tételét elítélte, de London nemessége és polgársága megvédte őt. 
Husz Jánost 1415-ben kivégezték, de tanai hazáján kívül, így Magyarországon is terjedtek. Hazájában nemzeti szentté vált, kivégzése egész Csehországot felháborította. Amikor 1419-ben Zsigmond király örökölte a cseh koronát, a nemzet lángoló gyűlölettel fordult szembe "Husz gyilkosával" és a huszita háborúban elkeseredetten küzdött az uralkodó és a római katolikus egyház ellen. 

### A pápaság csúcspontján
VII. Gergely világuralmi igénye kitetszik a Dictatus Papae iratból, melyben határozottan állította hogy Krisztus Szent Pétert – és rajta keresztül a római pápákat – a világbirodalom fejévé tette; a pápának jogában áll a császárokat letenni és őt nem ítélheti meg senki. 
III. Sándor és III. Ince pápák is hangoztatták azt, hogy nemcsak lelki uralmat, hanem földi hatalmat is kaptak. 
Az ő idejük alatt a pápaság eljutott politikai hatalmának csúcspontjára, és – Nyugaton – sikerült megvalósítania azt a törekvését, hogy világi dolgokban is ő legyen a legfőbb döntőbíró. Királyok függtek tőlük, koronákat ajándékoztak, polgárokat mentettek fel a hűségeskü alól, hadseregeket állítottak, békét illetve keresztes hadjáratokat hirdettek.
III. Ince alatt (1198–1216) úgy látszott, hogy VII. Gergely álma a pápa egyetemes uralmáról megvalósul. III. Ince elődeinél azonban a pápaság politikai hatalmának gyakorlati érvényesítésén is túl lépett. VII. Gergelyt messze felülmúlta, de közelről sem állt meg szent ember hírében. VII. Gergely univerzális teokráciájának eszméjét a megvalósuláshoz III. Ince reálpolitikájával hozta a legközelebb. A pápai hűbéri hatalom kiterjesztésén dolgozott több-kevesebb sikerrel egész Európában. III. Ince elérte azt, amit VII. Gergely pápa csak megkísérelt, hogy az összes fejedelemnek, az egész nyugati világnak az ura lett. Az egyetemes pápaság eszméje valósággá vált.

### Keresztes háborúk

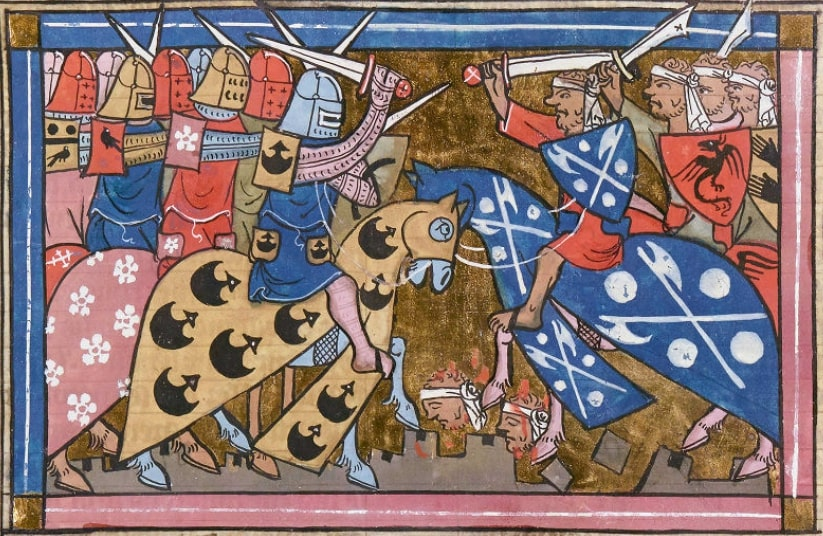
A 2. keresztes hadjárat egy csatájának ábrázolása (Histoire d'Outremer, 1337)

A hatalma tetőpontján levő, világuralmi tervekkel foglalkozó pápaság kifelé irányuló megnyilatkozásai a keresztes háborúk voltak. E háborúk megindításánál több célt tűzött ki a pápaság a nyugati kereszténység elé. Először is a Szentföld visszafoglalását. A pápaság szégyennek tartotta, hogy a kereszténység "szent helyei" a "pogányok" kezében vannak, ezért amikor elég erősnek érezte magát azok visszafoglalására, hadjáratok szervezéséhez fogott. Továbbá az egyre terjeszkedő muszlim hódítást akarták megakadályozni és a kettészakadt kereszténység egyesítését is várták.
A Szentföldre irányuló keresztes hadjáratok a 13. század második feléig folytatódtak. Az utolsó palesztinai erősséget, Akkot 1291-ben vesztették el a keresztyének. A Szentföld iránti általános lelkesedés ezután már lelohadt, mert a hadjáratok "érdemét" otthon is meg lehetett szerezni az eretnekek elleni háborúban, vagy pedig a pápától pénzen is meg lehetett váltani. 
A keresztes hadjáratok nem érték el a kitűzött célt, de Európa szellemi látóköre kiszélesedett. E háborúk kapcsán és a cordobai kalifátuson keresztül a skolasztikusok megismerték az arab és zsidó filozófusok munkáit, Avicennának és Averroësnek a Korán mind tökéletesebb megértésére irányuló törekvéseit az arisztotelészi filozófiai eszmék segítségével, Maimonidész és más zsidó filozófusok Arisztotelészre támaszkodó istenérveit stb.

### Avignon

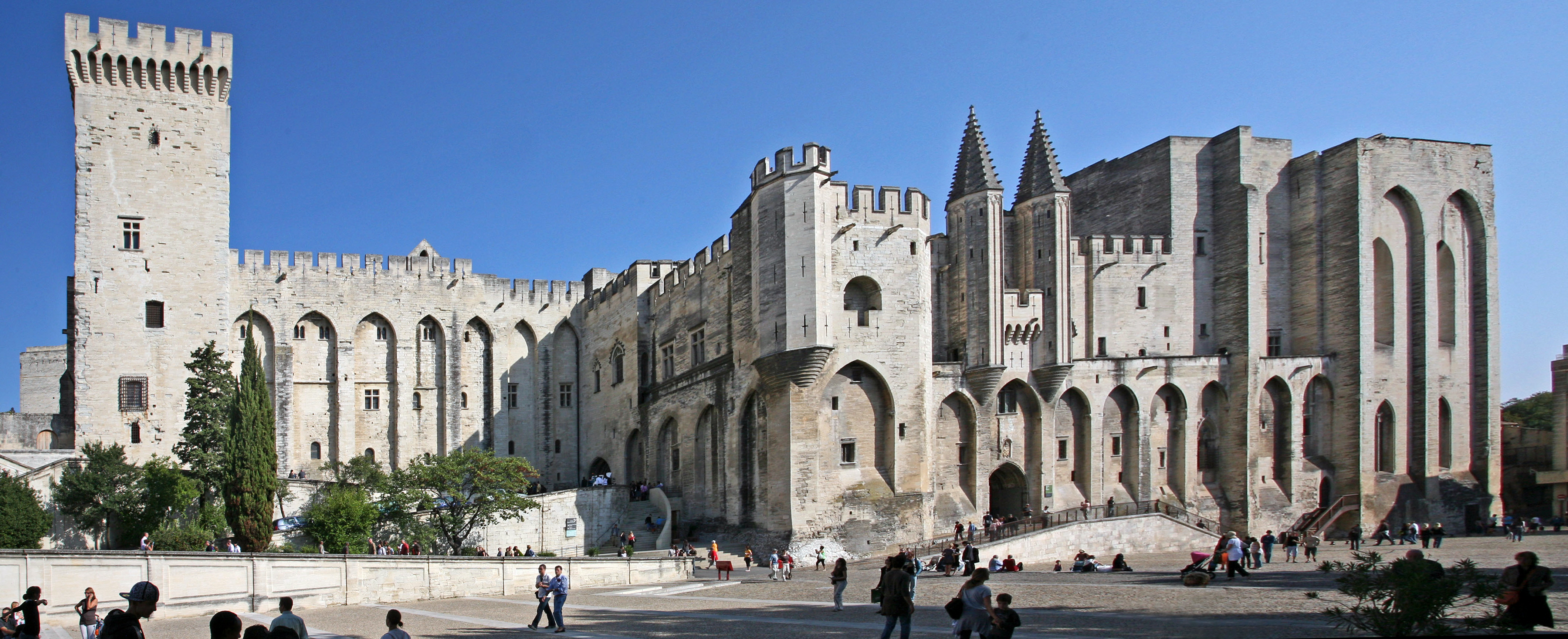
Az Avignon-i pápai palota

1309-től közel 70 éven át a pápák a franciaországi Avignonban székeltek, ahol a francia uralkodók politikájának kiszolgálóivá váltak. Eredetileg az itáliai, különösen a római politikai felfordulás elől menekültek Franciaországba. Idővel azonban megtanulták értékelni az Avignon nyújtotta előnyöket. Sokkal több pénz folyt be a pápai kincstárba, és a pápa a világi uralkodókhoz vált hasonlóvá.

### Nyugati egyházszakadás
VI. Orbán trónra lépte kezdetén (1378) megtörtént a nyugati egyházszakadás, amely közel négy évtizedig tartott (1415/17), s igen nagy kárt okozott a katolikus egyháznak, hisz a két pápa (VII. Kelemen ellenpápával), továbbá utódaik kölcsönösen kiközösítették egymást és híveiket, így gyakorlatilag Európa nagy része a kiközösítés állapotába került.

### Kelet

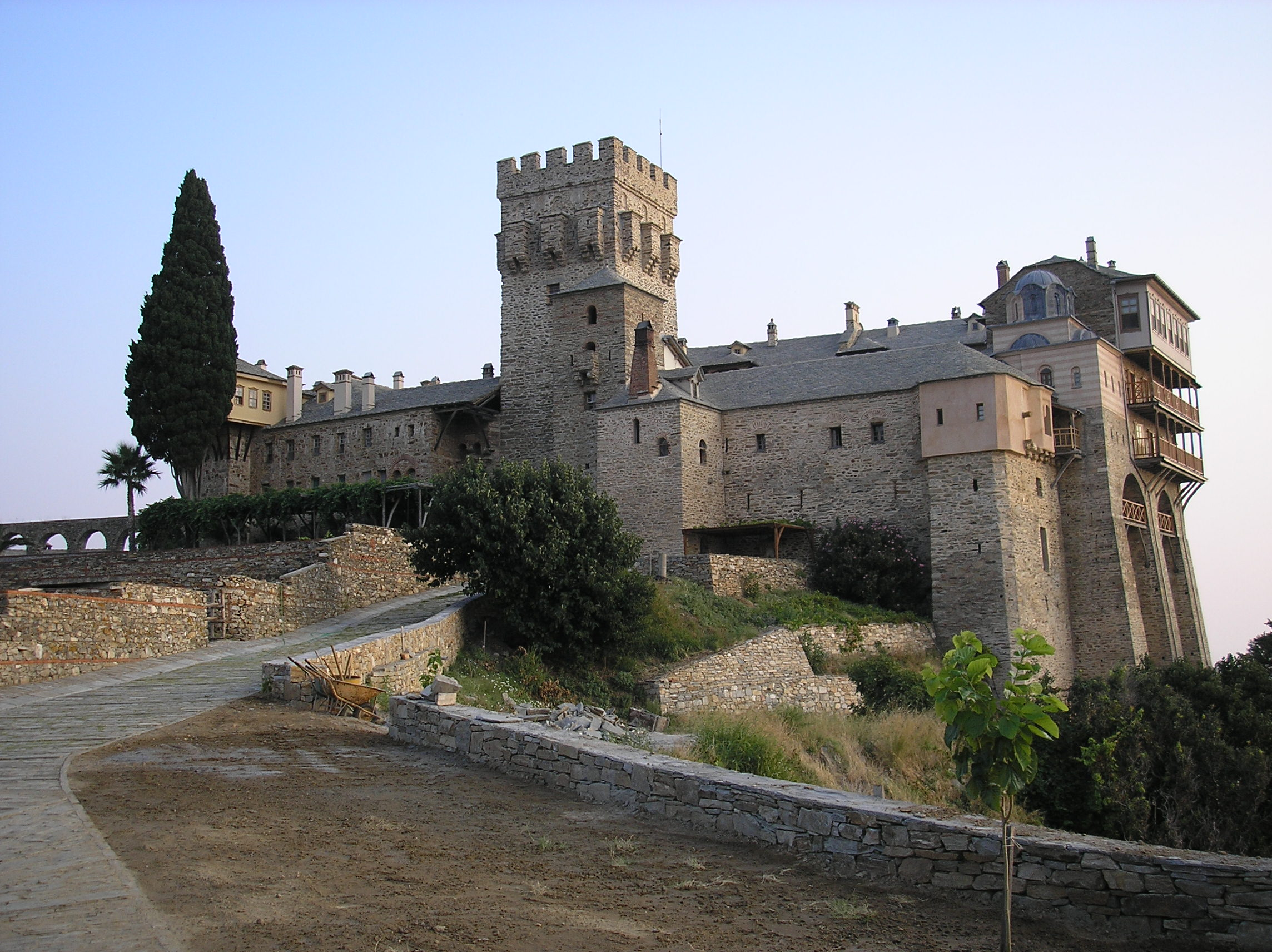
Görög kolostor (Stavronikita, Athosz-hegy)

A görög ortodox egyházon belül most mind nagyobb jelentőségre tett szert az orosz állam. Miután a kijevi előkelők részben már csatlakoztak a keresztény egyházhoz, I. Vlagyimir kijevi nagyfejedelem 988 körül hajtotta végre a keresztény vallásra térítést. A hagyomány szerint a muszlim volgai bolgárok, a zsidó kazárok és a pápa követei, valamint egy görög filozófus igyekeztek őt hitüknek megnyerni. Vlagyimir azonban csak azután döntött a görög kereszténység mellett, miután maga is követséget küldött a bolgárokhoz, a nyugatiakhoz és a görögökhöz. Amikor maga is megkeresztelkedett, a Kijevben levő istenszobrokat a folyóba vettette, és alattvalóit erőszakkal a Dnyeperbe hajtatta megkeresztelés céljából.
Országának vallási központjai a Kijev melletti kolostorok voltak. A kereszténység lassan, de feltartóztathatatlanul gyökeret vert a széles nép tömegek körében is. Ezen nem változtatott a mongol uralom, mivel Dzsingisz kán birodalma a vallási türelem alapján állott (→ Jasza).
A konstantinápolyi pátriárka által kinevezett metropolita (érsek) eredetileg Kijevben székelt, 1309 után Vlagyimirban, 1328-tól Moszkvában. 1414-ben Kijevben egy másik metropolita-székhelyet alapítottak.
A görög egyházban időközben erős megmerevedés következett be; az egyik oldalról a latinok, a másik oldalról a törökök támadásai miatt egyre nehezebb helyzetbe került, amíg végül Konstantinápolynak II. Mehmed szultán által történt meghódítása (1453) következtében elveszítette államegyház jellegét.

### Szerzetesrendek
A clunyi reform után felvirágzott bencés kolostorok a 12. századra ismét hanyatlásnak indultak. A kolostorok rendkívüli gazdagsága, a tagok közéleti szereplése és gyakran botrányos életmódja következtében a bencések tekintélye a tömegek szemében rendkívül megcsappant.
Az eretnekmozgalmak éppen ezért a fényűző főpapok mellett a szerzetesek életmódját is élesen kritizálták.
Az inkvizíción kívül az egyház és tagjai új típusú szerzetesrendek felállításával is harcoltak az eretnekmozgalmak ellen.
1209-ben Assisi Ferenc létrehozta a nevéről elnevezett ferences rendet, Guzmán Domonkos pedig 1215-ben a domonkos rendet, mely fő célja az eretnekség elleni harc volt. Ezeken kívül számos rend alakult a 12-13. század fordulója táján.

### Inkvizíció

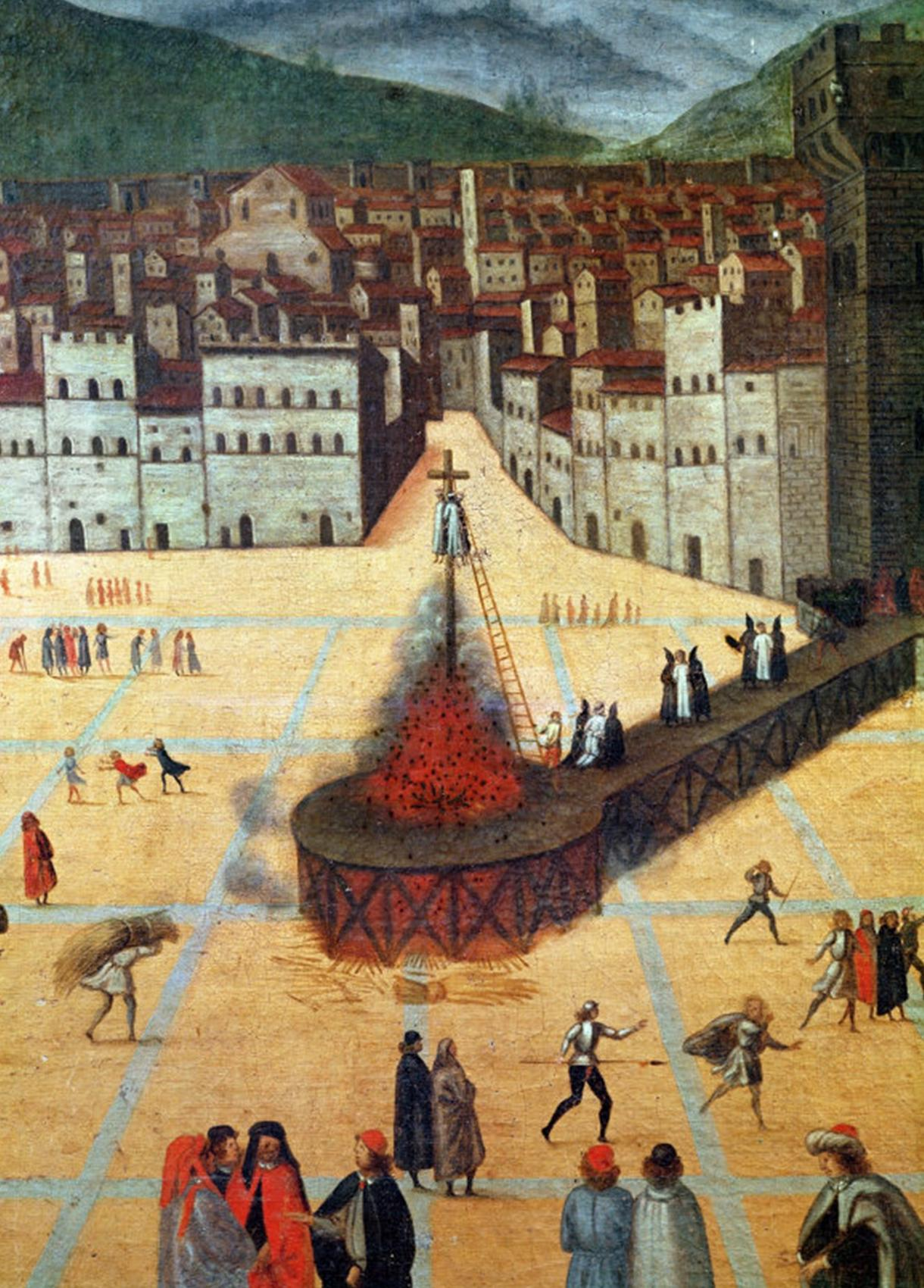
Savonarola és társainak kivégzése

A középkor legsúlyosabb egyházi büntetése a kiközösítés és az egyházi átok (anatéma) volt, amely az egyházi közösségből való ideiglenes vagy örök időre szóló kizárás volt. A kiközösítetteket megfosztották hivataluktól és megszakítottak velük minden érintkezést, vagyis kitaszították a társadalomból.
Az állam és az egyház a középkorban összefogott, és börtönnel, száműzetéssel, vagyonelkobzással, halállal büntette az eretnekeknek nevezett személyeket. Az eretnekek felkutatását és büntetését a 13. század első felében intézményesítették és létrehozták az inkvizíciót. Először a IV. lateráni zsinaton (1215) az ún. püspöki inkvizíciót állították fel, amelynek a feje a megyés püspök volt, majd mivel sok püspököt alkalmatlannak találtak e feladat végrehajtására, IX. Gergely pápa (1227-1241) az inkvizíciót pápai jellegűvé tette, azaz minden országba küldött inkvizítorokat, akik a pápa nevében és annak felügyelete alatt bíráskodtak az eretnekek felett. Ez a feladat a Domonkos-rendre lett bízva. Különösen kegyetlen volt a spanyol inkvizíció, amelyet IV. Szixtusz pápa jóváhagyásával 1478-ban állítottak fel. Kezdetben itt is a pápa nevezte ki az inkvizítorokat, később a király vette a kezébe a spanyol inkvizíció ügyét. VIII. Ince pápa mindjárt trónra-lépte után kiadta a boszorkánybullát (1484), amelynek alapján, főleg Németországban, boszorkányoknak kikiáltott személyek ezreit égették el.
Az inkvizíciónak ideológiai alapot főleg Szt. Ágoston, majd Aquinói Tamás filozófiája nyújtott.

### Késő középkor
Az a fokozódó meggyőződés, hogy az egyháznak tetőtől talpig meg kell újulnia, reformpróbálkozásokhoz vezetett, s bár ezeket, például Husz Jánosét és Savonaroláét, véresen elnyomták, mégis fontos jelei voltak annak, hogy közeledik az új korszak hajnala. A nominalizmus győzelme, valamint a humanisták itáliai és németországi fellépése azután a skolasztika hanyatlását okozta, úgy, hogy ez az irányzat az új eszmékkel vívott harcban mindinkább elvesztette uralkodó helyzetét.
A 15. század második felének pápái világi uralkodókként léptek fel; inkább államférfiak és hadvezérek voltak, mint elhivatott főpapok. V. Miklós pápa tudomány- és pompaszeretete Rómát a pápaság méltó keretévé tette. Megalapította a vatikáni könyvtárat, ő és utódai jeles tudósokat, építészeket, festőket foglalkoztattak (Bramante, Michelangelo, Rafael).
A reneszánsz gondolkodók mindenekelőtt a papi csalás leleplezését tekintették fő feladatuknak. Azt hirdették, hogy az egyház fő jövedelmi forrása a kultusszal való visszaélésből származik. Ezeket a visszaéléseket meg kell szüntetni. Ennek az lenne a módja, ha papok nélküli egyházat, vagy legalábbis "olcsó" egyházat hoznának létre, ha a nép nem hagyná magát a papoktól megzsarolni.
Ebből az irányból kritizálta a vallást és az egyházat Leonardo da Vinci (1452-1519), gúny tárgyává téve a szerzeteseket, akik a mennyországgal kereskednek. Kiemelkedik ebből a vonatkozásból Rotterdami Erasmus (1469-1536) is, aki A balgaság dicsérete című művében Krisztus szavaival úgy dicséri az egyházi emberek, papok, szerzetesek tanításait és életmódját, hogy közben nevetségessé és mindenki számára ellenszenvessé teszi őket.
A közvetlenül 1500 után következő éveknek a kereszténység története szempontjából különösen kiemelkedő, sorsdöntő jelentőségük volt, mert ekkor történtek meg az előkészületek a nagy hitszakadásra, amely az előző évszázadokban vallásilag csaknem egységes Közép- és Észak-Európát két világosan különálló táborra osztotta.

### Katolikus zsinatok
- I. lateráni zsinat (1123; az invesztitúra problémájának megoldása – ez az első zsinat Nyugaton)
- II. lateráni zsinat (1139; egyházfegyelmi kérdések: simónia, uzsora, nicolaizmus)
- III. lateráni zsinat (1179; egyházfegyelmi kérdések: a pápaválasztás módja)
- IV. lateráni zsinat (1215; hitvallás, húsvéti áldozás és évenkénti gyónás, az albigensek elleni keresztes hadjárat megindítása)
- I. lyoni zsinat (1245; II. Frigyes elítélése)
- II. lyoni zsinat (1274; egység a keletiekkel)
- Vienne-i zsinat (1311–1312; a templomos lovagok ügyének tárgyalása)
- Pisa-i zsinat: (1409)
- Konstanzi zsinat (1414–1418; a nyugati egyházszakadás megszüntetése, Husz János elítélése)
- Bázel–ferrara–firenzei zsinat (1431–1442; újra a keletiekkel való egység)
- V. lateráni zsinat (1512–1517; a papság reformja)

## Reformáció

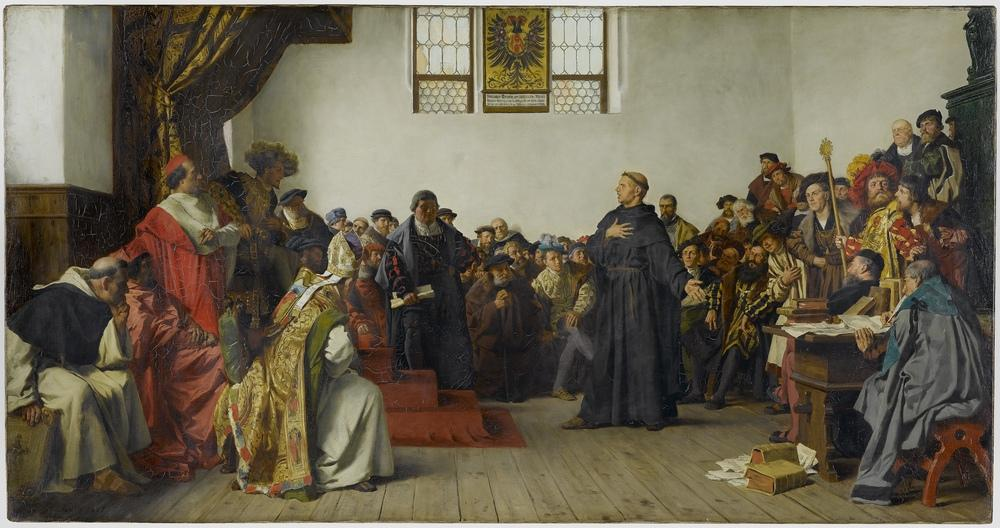
Luther Márton a wormsi birodalmi gyűlésen (1521), ahol nem volt hajlandó visszavonni a katolikus egyház által eretneknek ítélt műveit (Anton von Werner festménye)

A reformáció az 1500-as évek első felében a nyugati keresztény egyház (katolicizmus) megreformálásának igényével fellépő mozgalmak egységes megnevezése. 
Teológiai indító oka a Bibliához való hűség volt. A Szentírás mindenek fölébe helyezése volt Luthernek a legfőbb reformátori cselekedete. A széles néptömegek körében óriási visszhangra talált Luther bátor fellépése. A wittenbergi vártemplom 95 tétele a világtörténelem egyik legnagyobb folyamatát indította el.
Luther 95 tételének gondolatai meglepő gyorsasággal terjedtek el. Két hét alatt bejárták egész Németországot, egy hónap múlva pedig tudtak róla az egész keresztény világban. A széles rétegek úgy fogadták az egyház mindenek felett álló hatalmával szembeni kiállást, mint egy új korszak hajnalát. Luther fellépése a középkori egyház minden ellenzékét fellelkesítette.
A reformáció alapja a katolicizmussal szemben legjobban az „öt sola”-s ban foglalható össze:
1. Sola Scriptura (Egyedül a Szentírás) – Az elv alapján a kereszténységnek a Szentírás helyes és pontos értelmezésén kívül nincs más forrása, ezért a sola Scriptura ellenkezett a római katolicizmus erkölcs és hit területéhez tartozó igazságok pápai definícióival (pápai tévedhetetlenség).
2. Sola Fide (Egyedül a hit) – A sola Fide elve azt mondja ki, hogy a megigazulást (protestáns szóhasználatban „Isten által igaznak nyilvánítást”) kizárólag hit által nyerhetjük el, bármilyen jó cselekedet szükségessége és hozzáadása nélkül.
3. Sola Gratia (Egyedül a kegyelem) – Az egyedül kegyelemből elv arra vonatkozik, hogy az üdvözülés csak és kizárólag Isten kegyelme által lehetséges, tekintet nélkül az ember bármilyen jó cselekedetére vagy érdemére.
4. Solus Christus (Egyedül Krisztus) – Egyedül Jézus Krisztus az ember és Isten közötti közbenjáró, az egyház papjainak, a különféle szenteknek és Szűz Máriának ebben nincs része. Krisztuson kívül máson keresztül nem lehetséges a megváltás.
5. Soli Deo Gloria (Csak Isten dicsőségére) – Az Soli Deo Gloria elv alapján minden dicsőség egyedül csak Istennek jár. A pápák és az ún. szentek nem méltóak arra a dicsőítésre, amelyet a katolikus egyháztól kaptak.

## A kereszténység az újkorban
A 17. század derekáig még Európát a vallás jelszavával induló háborúk mozgatták meg, amelyeket gyűjtőnéven harmincéves háborúnak nevez a történelemírás. A szemben álló felek nem felekezetek, hanem politikai érdekközösségek szerint alakultak ki, bár a harc a vallás ürügyén folyt.
A katolicizmus – főleg a spanyol felfedezők hatására – a 16. század elejétől elterjedt Közép- és Dél-Amerikában, valamint a távol-keleti Indonéziában. Mikor a 17. század elejétől az európai protenstánsok településeket hoztak létre Észak-Amerikában, majd Ausztráliában, a pápai-, és a nemzetállami hatalmak alól egyaránt felszabaduló protestánsok egymástól független és szabad felekezetek százaiban, majd ezreiben tisztelték Istent. A protestáns hitet is az európai gyarmatosítók vitték el Dél-Amerikába és Afrikába is a 17. és 19. század között. A misszióknak azonban egyáltalán nem volt könnyű dolguk. A bennszülöttek, illetve uralkodók féltékenyen szemlélték az új vallás terjedését és a tradíciójuk megbontását látták a misszionáriusok befolyásaiban. Emiatt a krónikák a hittérítők lemészárolásairól, vagy megcsonkításairól is beszámolnak.

### Újkori katolikus zsinatok
- Tridenti zsinat (1545–1563; a 16. századi reformátorok ellenében a katolikus egyház megformálását hozta létre és új életre keltette az egyházat)
- I. vatikáni zsinat (1869–1870; a hit és a racionalizmus dogmatikai meghatározása, pápai primátus, valamint hit- és erkölcsi dogmák tekintetében ex cathedra, azaz pápai tévedhetetlenség)
- II. vatikáni zsinat (1962–1965; tanítás az egyházról és a kinyilatkoztatásról, egyetemes meghívás az életszentségre, az egyház és a világ viszonya, az egyház megújítása)

## Megjegyzés
1. ↑  Istenszeretet és felebaráti szeretet
2. ↑  cezaropapizmus = a világi és az egyházi legfőbb hatalomnak egy személyben való egyesítése
3. ↑  kompiláció: más művekből összeszedett, összeollózott mű